# Kirschmyrten
Die Kirschmyrten (Eugenia), selten auch Eugenien genannt, bilden eine Pflanzengattung in der Familie der Myrtengewächse (Myrtaceae). Die etwa 1000 Arten kommen hauptsächlich in der Neotropis, aber auch in Afrika, im südlichen Asien und in Südostasien, in Australien, Madagaskar, auf den Maskarenen, in Neukaledonien und auf Pazifischen Inseln vor. Von einigen Arten werden die Früchte als Obst gegessen.

## Beschreibung

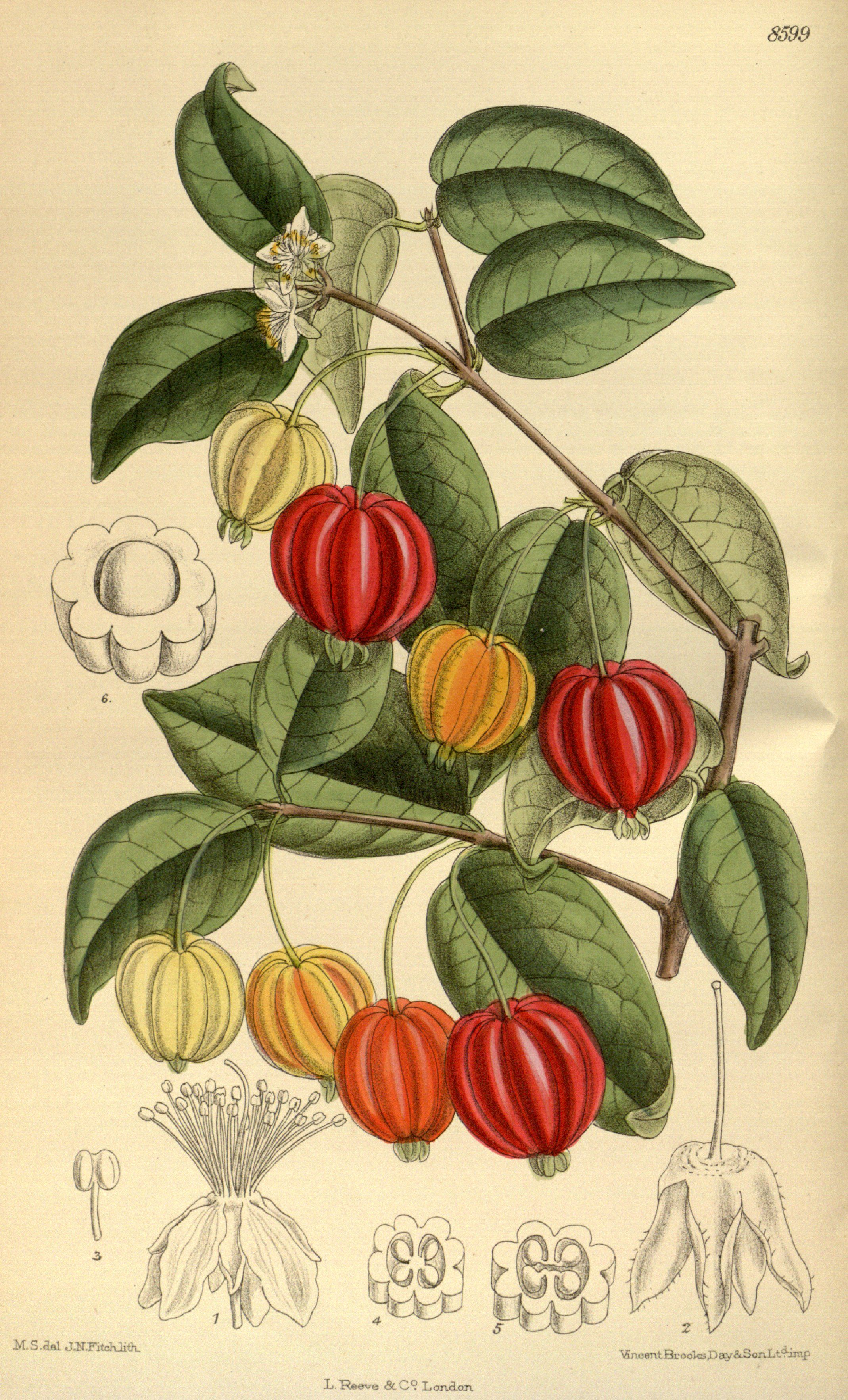
Illustration von Eugenia uniflora.

### Erscheinungsbild und Blätter
Kirschmyrten-Arten sind meist immergrüne Sträucher oder Bäume, die Wuchshöhen von 5 bis 8 m erreichen. Sie enthalten ätherische Öle. Die Rinde der zylindrischen Zweige ist anfangs behaart.
Die gegenständig angeordneten Laubblätter sind in Blattstiel und Blattspreite gegliedert. Die einfachen, kahlen Blattspreiten sind ganzrandig und fiedernervig und drüsig punktiert und aromatisch duftend. Nebenblätter sind nicht vorhanden.

### Blütenstände, Blüten und Bestäubung
In mehr oder weniger seitenständigen, einfachen, zymösen Blütenständen stehen wenige Blüten zusammen, oder die Blüten stehen einzeln in den Blattachseln. Die gestielten Blüten stehen jeweils über zwei haltbaren Deckblättern.
Die zwittrigen Blüten sind radiärsymmetrisch oder selten wenig zygomorph und vierzählig mit doppelter Blütenhülle. Der Blütenbecher (Hypanthium) ist kurz und verkehrt-konisch. Die vier freien Kelchblätter sind haltbar, grün, elliptisch bis kreisförmig und behaart bis dicht bewimpert. Die vier freien, weißen Kronblätter sind flach, kreisförmig und kahl bis auf ihre dicht bewimperten Ränder. Es sind viele (50 bis 150) Staubblätter vorhanden; sie entwickeln sich zentripetal und sind in der Blütenknospe aufrecht oder nach innen gebogen. Die mehr oder weniger gleichen Staubblätter sind untereinander frei und nicht mit den Kronblättern verwachsen. Die gleichgestaltigen Staubbeutel öffnen sich mit einem Längsschlitz. Zwei oder selten drei Fruchtblätter sind zu einem unterständigen, zwei- oder selten dreikammerigen Fruchtknoten verwachsen. In jeder Fruchtknotenkammer sind in zentralwinkelständiger Plazentation 6 bis 14 hängende bis aufsteigende, anatrope Samenanlagen enthalten. Es ist ein Diskus vorhanden. Der Griffel endet in einer einfachen Narbe.
Die Bestäubung erfolgt durch Insekten (Entomophilie) oder Vögel (Ornithophilie).

### Früchte und Samen
Die Beeren enthalten nur einen, oder selten zwei oder mehr Samen. Am oberen Ende der Beeren sind die haltbaren Kelchblätter vorhanden. Die geflügelten oder ungeflügelten Samen enthalten meist einen geraden Embryo mit massiven Keimblättern (Kotyledon), die vollständig oder teilweise verwachsen sind.

## Vorkommen
Die Gattung Eugenia ist weitverbreitet in Neotropis, Afrika (südlich der Sahara), Madagaskar, Australien (nur eine Art) und Neukaledonien, südlichen Asien sowie Südostasien. Die meisten Arten sind in der Neotropis beheimatet. Das Zentrum der Artenvielfalt sind die Westindischen Inseln mit 239 Arten, von denen 218 Endemiten sind. Auf großen Inseln ist oft die Artenvielfalt hoch, beispielsweise in Kuba (über 80 Arten), in Neukaledonien mit circa 36 Arten, davon kommen 35 nur dort vor und in Madagaskar mit circa 37 Arten, davon kommen 35 nur dort vor. In Afrika kommen nur etwa 60 Arten vor.
Beispielsweise Eugenia brasiliensis und Eugenia uniflora sind invasive Pflanzen in einigen tropischen bis subtropischen Gebieten.
In der Roten Liste der gefährdeten Arten der IUCN sind viele Arten gelistet.

## Systematik
Die Gattung Eugenia wurde 1753 durch Carl von Linné in Species Plantarum, 1, S. 470 aufgestellt. Der botanische Gattungsname Eugenia ehrt Francois Eugene, meist Prinz Eugen von Savoyen genannt (1663–1736). Als Lectotypusart wurde 1920 Eugenia uniflora L. durch Nathaniel Lord Britton und Charles Frederick Millspaugh in Bahama Flora, S. 303 festgelegt. Synonyme für Eugenia L. sind: Chloromyrtus Pierre, Emurtia Raf., Episyzygium Suess. & A.Ludw., Epleienda Raf., Eplejenda Post & Kuntze, Greggia Sol. ex Gaertn., Jossinia Comm. ex DC., Monimiastrum J.Guého & A.J.Scott, Myrcialeucus Rojas Acosta, Phyllocalyx O.Berg, Pilothecium (Kiaersk.) Kausel., Pseudeugenia D.Legrand & Mattos, Pseudomyrcianthes Kausel, Psidiastrum Bello, Stenocalyx O.Berg.
Ein Synonym der Gewürznelke, die ebenfalls zur Familie der Myrtengewächse (Myrtaceae) gehört, ist Eugenia caryophyllata; der gültige wissenschaftliche Name für diese Pflanzenart ist Syzygium aromaticum. Die Abgrenzung der Gattungen Eugenia und Syzygium ist eindeutig über die Blütenmorphologie möglich. Alle australischen Arten, die früher zur Gattung Eugenia gehörten, ausgenommen Eugenia reinwardtiana, gehören seit B. P. M. Hyland: A revision of Syzygium and allied genera (Myrtaceae) in Australia. In: Australian Journal of Botany, Supplementary Series 9, 1983, S. 47, Abbildung 13, 49 und L. A. Craven, E. Biffin & P. S. Ashton: Acmena, Acmenosperma, Cleistocalyx, Piliocalyx and Waterhousea formally transferred to Syzygium (Myrtaceae). In: Blumea, Volume 51, 2006, S. 135 alle zur Gattung Syzygium.
Die Gattung Eugenia gehört zum Tribus Myrteae in der Unterfamilie der Myrtoideae innerhalb der Familie der Myrtaceae, früher Eugeniaceae Bercht. & J.Presl.

### Arten
Die Gattung Kirschmyrten (Eugenia) enthält etwa 1000 Arten:
- Eugenia abbreviata Urb.: Die Heimat ist Jamaika.
- Eugenia aboukirensis Proctor: Die Heimat ist Jamaika.
- Eugenia acapulcensis Steud.: Das Verbreitungsgebiet reicht von Mexiko bis Panama.
- Eugenia aceitillo Urb.: Die Heimat ist Kuba.
- Eugenia acrantha Urb.: Die Heimat ist Kuba.
- Eugenia acrensis McVaugh: Sie ist von Peru über Bolivien bis ins nördliche Brasilien verbreitet.[14]
- Eugenia acrisepala Govaerts: Die Heimat ist Jamaika.[14]
- Eugenia acunae Alain: Die Heimat ist Kuba.
- Eugenia acutissima Urb. & Ekman: Die Heimat ist Kuba.
- Eugenia adenantha O.Berg: Die Heimat ist der brasilianische Bundesstaat Rio de Janeiro.[14]
- Eugenia adenocarpa O.Berg: Die Heimat ist der brasilianische Bundesstaat Rio de Janeiro in Brasilien.[14]
- Eugenia aequatoriensis M.L.Kawas. & B.Holst: Sie kommt in Ecuador vor.[14]
- Eugenia aerosa McVaugh: Sie ist vom nördlichen Peru bis ins nördliche Brasilien verbreitet.[14]
- Eugenia aeruginea DC.: Sie ist vom im südlichen Mexiko über Guatemala sowie Belize bis Honduras verbreitet und kommt in Kuba vor.
- Eugenia afzelii Engl.: Sie ist im tropischen Afrika verbreitet.
- Eugenia agasthiyamalayana Gopalan & Murugan: Die Heimat ist der indische Bundesstaat Tamil Nadu.[14]
- Eugenia agathopoda Diels: Die Heimat ist das nördliche Brasilien.[14]
- Eugenia aherniana C.B.Rob.: Das Verbreitungsgebiet reicht von den Philippinen bis Sulawesi.[14]
- Eugenia alagoensis (O.Berg) Mattos: Sie ist im nordöstlichen Brasilien verbreitet.[14]
- Eugenia alainii Borhidi: Die Heimat ist Kuba.
- Eugenia alaotrensis H.Perrier: Die Heimat ist das zentrale Madagaskar.[14]
- Eugenia albicans (O.Berg) Urb.: Sie kommt auf karibischen Inseln und dem angrenzenden südamerikanischen Festland vor.
- Eugenia albimarginata Urb. & Ekman: Sie kommt auf der Insel Hispaniola vor.
- Eugenia alnifolia McVaugh: Die Heimat ist das südwestliche Mexiko.[14]
- Eugenia aloysii C.J.Saldanha: Die Heimat ist der indische Bundesstaat Karnataka.[14]
- Eugenia alpina (Sw.) Willd.: Die Heimat ist Jamaika.
- Eugenia amatenangensis Lundell: Sie kommt nur im mexikanischen Bundesstaat Chiapas vor.
- Eugenia ambanizanensis N.Snow: Die Heimat ist Madagaskar.[14]
- Eugenia amblyophylla Urb.: Die Heimat ist Kuba.
- Eugenia amblyosepala McVaugh: Sie kommt in Venezuela vor.
- Eugenia amoena Thwaites: Die Heimat ist Sri Lanka.[14]
- Eugenia ampla M.L.Kawas. & B.Holst: Sie kommt in Ecuador vor.[14]
- Eugenia amplifolia Urb.: Die Heimat ist Jamaika.
- Eugenia amshoffiae McVaugh: Die Heimat ist Guyana.[14]
- Eugenia anafensis Urb.: Die Heimat ist Kuba.
- Eugenia analamerensis H.Perrier: Die Heimat ist Guyana.
- Eugenia anastomosans DC.: Sie ist im tropischen Südamerika verbreitet.[14]
- Eugenia ancorifera Amshoff: Die Heimat ist Kamerun.[14]
- Eugenia angelyana Mattos: Die Heimat ist der brasilianische Bundesstaat Santa Catarina.[14]

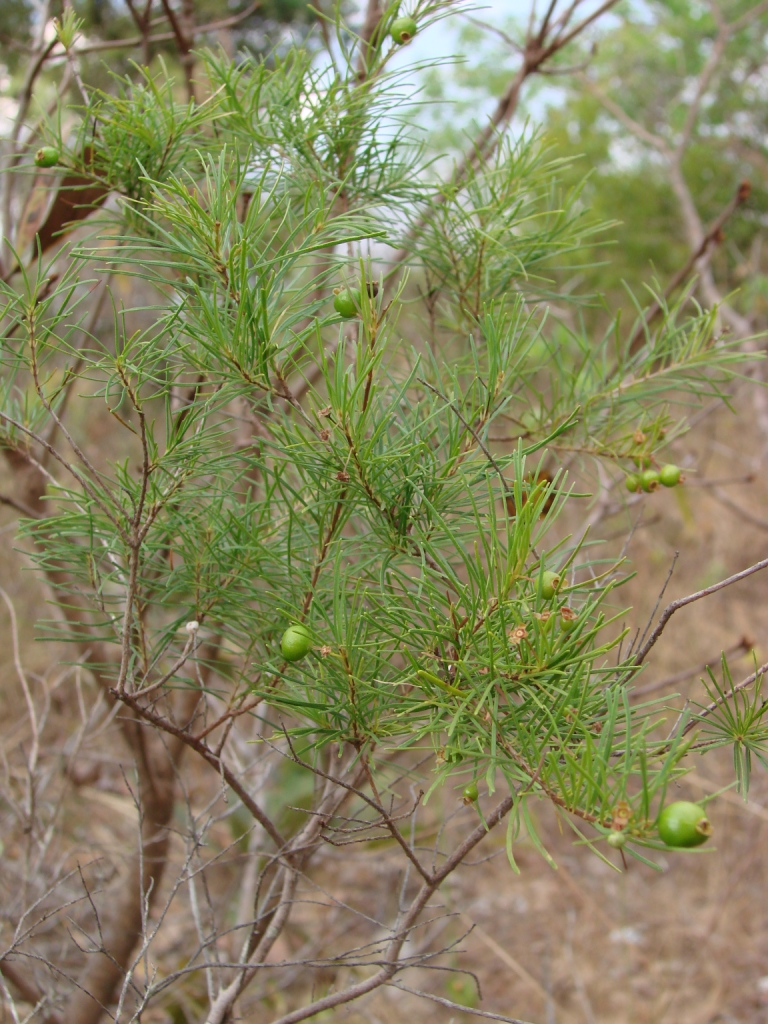
Habitus, Laubblätter und unreife Früchte von Eugenia angustissima

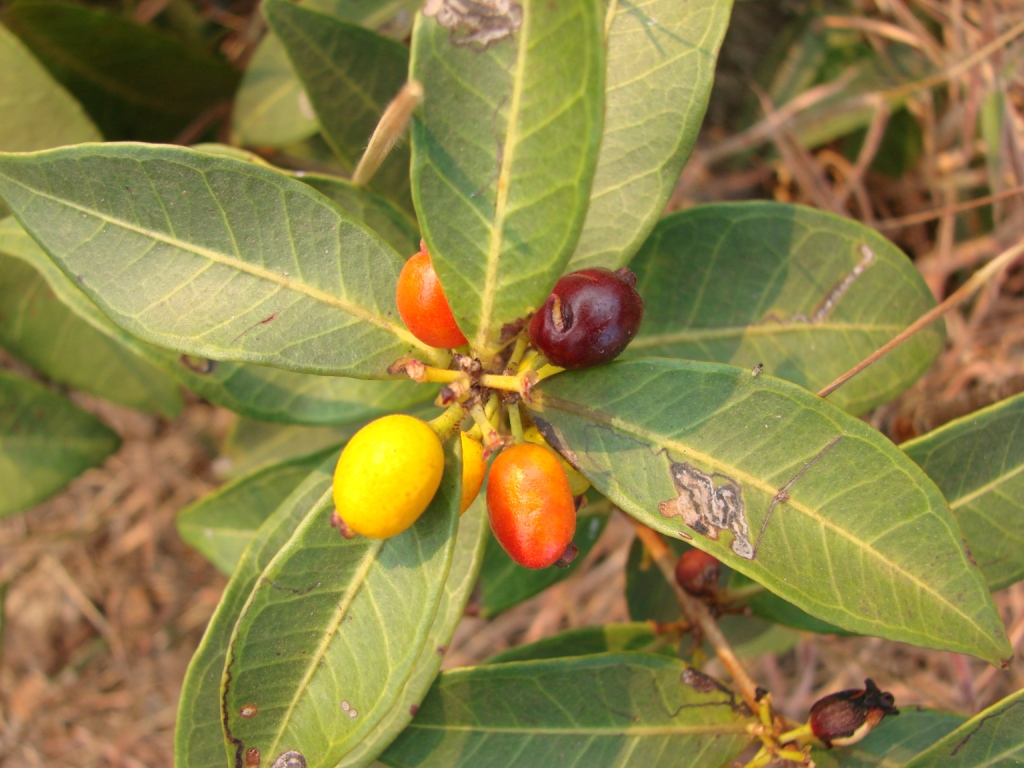
Früchte in unterschiedlichen Reifestadien von Eugenia calycina.

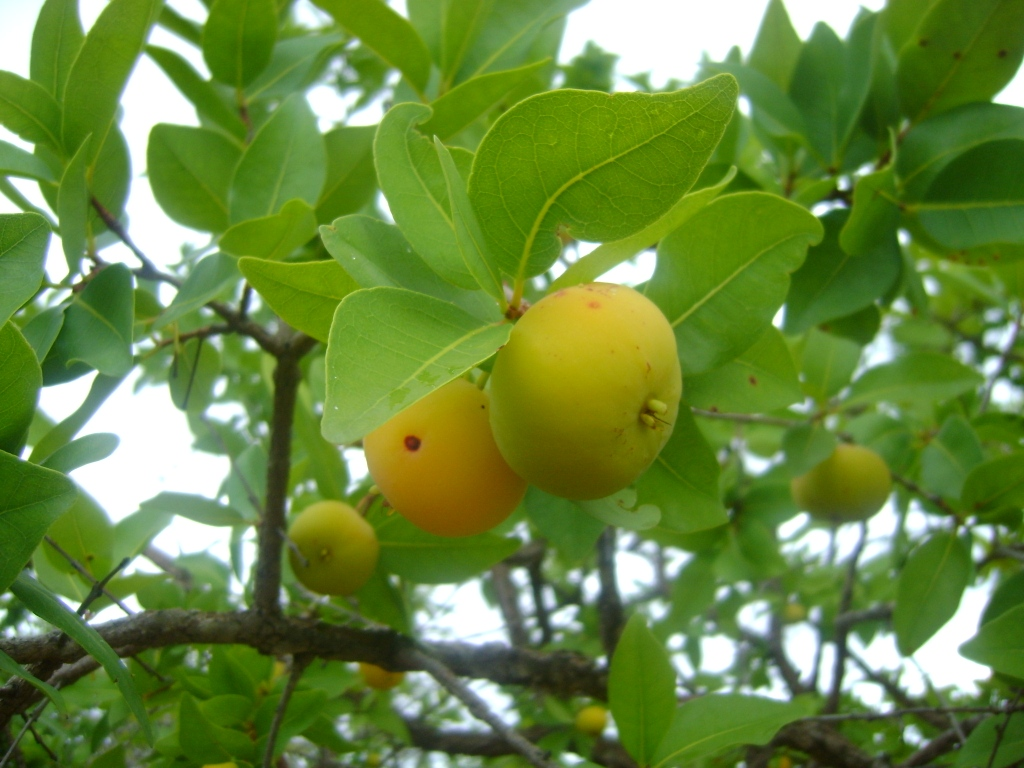
Früchte und Laubblätter Eugenia dysenterica

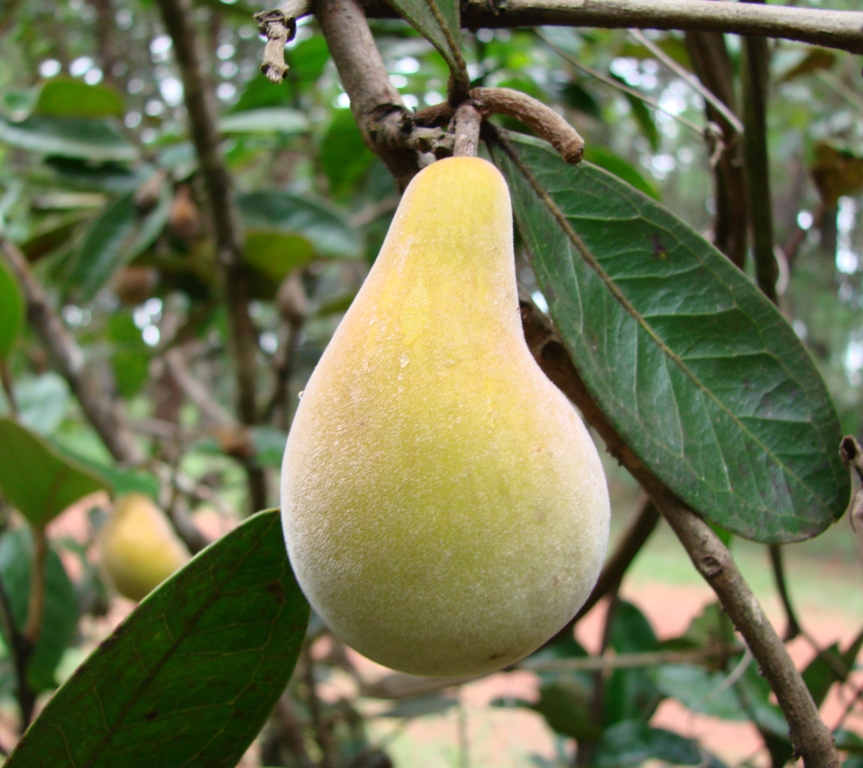
Frucht von Eugenia klotzschiana

- Eugenia angustissima O.Berg: Sie kommt im zentralbrasilianischen Cerrado vor.
- Eugenia ankarensis (H.Perrier) A.J.Scott: Die Heimat ist das westliche Madagaskar.[14]
- Eugenia anthacanthoides Urb. & Ekman: Die Heimat ist Kuba.
- Eugenia antongilensis H.Perrier: Die Heimat ist das östliche Madagaskar.[14]
- Eugenia arawakorum Sandwith: Die Heimat ist Guyana.
- Eugenia arayan Seem.: Sie kommt in Kolumbien vor.[14]
- Eugenia ardisioides Lundell: Die Heimat ist Belize.
- Eugenia ardyceae N.Snow: Die Heimat ist das südöstliche Madagaskar.[14]
- Eugenia arenaria Cambess.: Sie ist im südlichen und südöstlichen Brasilien verbreitet.[14]
- Eugenia arenicola H.Perrier: Die Heimat ist das südliche Madagaskar.[14]
- Eugenia arenosa Mattos: Sie ist in Brasilien verbreitet.[14]
- Eugenia argentea Bedd.: Sie ist im südwestlichen Indien verbreitet.[14]
- Eugenia argyrophylla B.Holst & M.L.Kawas.: Die Heimat ist Französisch-Guayana.[14]
- Eugenia armeniaca Sagot: Die Heimat ist Guyana.
- Eugenia arrabidae O.Berg: Die Heimat ist der brasilianische Bundesstaat Rio de Janeiro.[14]
- Eugenia arthroopoda Baill. ex Drake: Die Heimat ist Madagaskar.[14]
- Eugenia arvensis Vell.: Die Heimat ist der brasilianische Bundesstaat Rio de Janeiro.[14]
- Eugenia aschersoniana F.Hoffm.: Die Heimat ist Tansania.
- Eugenia asperifolia O.Berg: Die Heimat ist Kuba.
- Eugenia astringens Cambess. (Syn.: Eugenia apiocarpa) O.Berg: Die Heimat ist der brasilianische Bundesstaat Rio de Janeiro.[14]
- Eugenia atricha Urb.: Die Heimat ist Kuba.
- Eugenia atroracemosa McVaugh: Sie ist von Peru bis ins nördliche Brasilien verbreitet.[14]
- Eugenia atrosquamata McVaugh: Sie ist von Kolumbien bis Peru verbreitet.[14]
- Eugenia augustana Kiaersk.: Die Heimat ist der brasilianische Bundesstaat Rio de Janeiro.[14]
- Eugenia aurata O.Berg: Sie ist in Brasilien verbreitet.
- Eugenia austin-smithii Standl.: Sie kommt in Mittelamerika von Costa Rica bis Panama vor.
- Eugenia avicenniae Standl.: Die Heimat ist das südwestliche Mexiko.[14]
- Eugenia axillaris (Sw.) Willd.: Sie kommt vom südlichen Florida, über das südliche Mexiko, Belize, Guatemala bis Honduras und auf Karibischen Inseln vor, auch „White Stopper“ genannt.
- Eugenia azeda Sobral: Sie 2010 aus dem brasilianischen Bundesstaat Rio Grande do Norte erstbeschrieben.[14]
- Eugenia azurensis O.Berg: Sie ist im nordöstlichen Brasilien verbreitet.[14]
- Eugenia bacopari D.Legrand: Sie ist im südlichen Brasilien verbreitet.[14]
- Eugenia badia O.Berg
- Eugenia bahiana Mattos
- Eugenia bahiensis DC.
- Eugenia bahorucana Alain: Sie kommt auf der Insel Hispaniola vor.
- Eugenia baileyi Britton
- Eugenia bajaverapazana Lundell: Die Heimat ist Guatemala.
- Eugenia balansae Guillaumin
- Eugenia banderensis Urb.: Die Heimat ist Kuba.
- Eugenia barbata McVaugh
- Eugenia barbosae Barb.Rodr. ex Chodat & Hassl.
- Eugenia barriosana Lundell
- Eugenia basilaris McVaugh: Die Heimat ist Costa Rica.
- Eugenia batingabranca Sobral
- Eugenia bayatensis Urb.: Die Heimat ist Kuba.
- Eugenia belemitana McVaugh
- Eugenia belladerensis Urb. & Ekman: Sie kommt auf der Insel Hispaniola nur in Haiti vor.
- Eugenia belloi Barrie: Die Heimat ist Costa Rica.
- Eugenia bellonis Krug & Urb., auch „Puerto Rico Stopper“ genannt
- Eugenia bergii Nied. in Engl. & Prantl
- Eugenia beyeri Urb.: Die Heimat ist Kuba.
- Eugenia biflora (L.) DC.: Das Verbreitungsgebiet reicht von Mittelamerika bis Südamerika und es gibt Vorkommen in Puerto Rico, auch „Blackrodwood“ genannt.
- Eugenia bimarginata DC.
- Eugenia blanchetiana O.Berg
- Eugenia blanda Sobral
- Eugenia blastantha (O.Berg) D.Legrand: Sie kommt in den südlichen brasilianischen Bundesstaaten Paraná und São Paulo vor.
- Eugenia bocainensis Mattos
- Eugenia bojeri Baker
- Eugenia boliviana (D.Legrand) Mattos

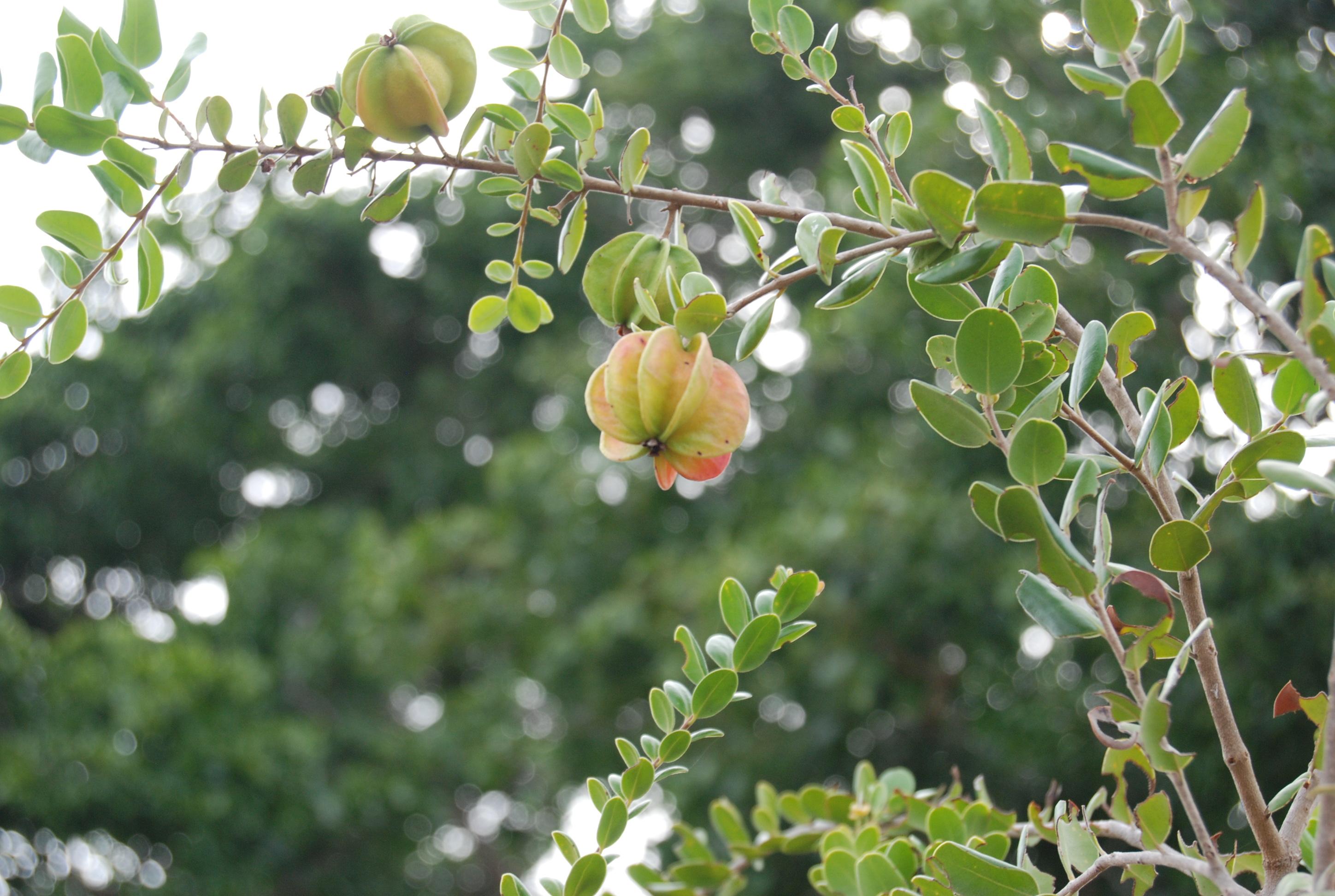
Frucht von Eugenia woodburyana

- Eugenia boqueronensis Britton: Die Heimat ist Puerto Rico.
- Eugenia bosseri J.Guého & A.J.Scott
- Eugenia botequimensis Kiaersk.
- Eugenia brachyclada Urb. & Ekman: Sie kommt auf der Insel Hispaniola nur in Haiti vor.
- Eugenia brachysepala Kiaersk.
- Eugenia brachythrix Urb.: Die Heimat ist Jamaika.
- Eugenia brasiliana Aubl.

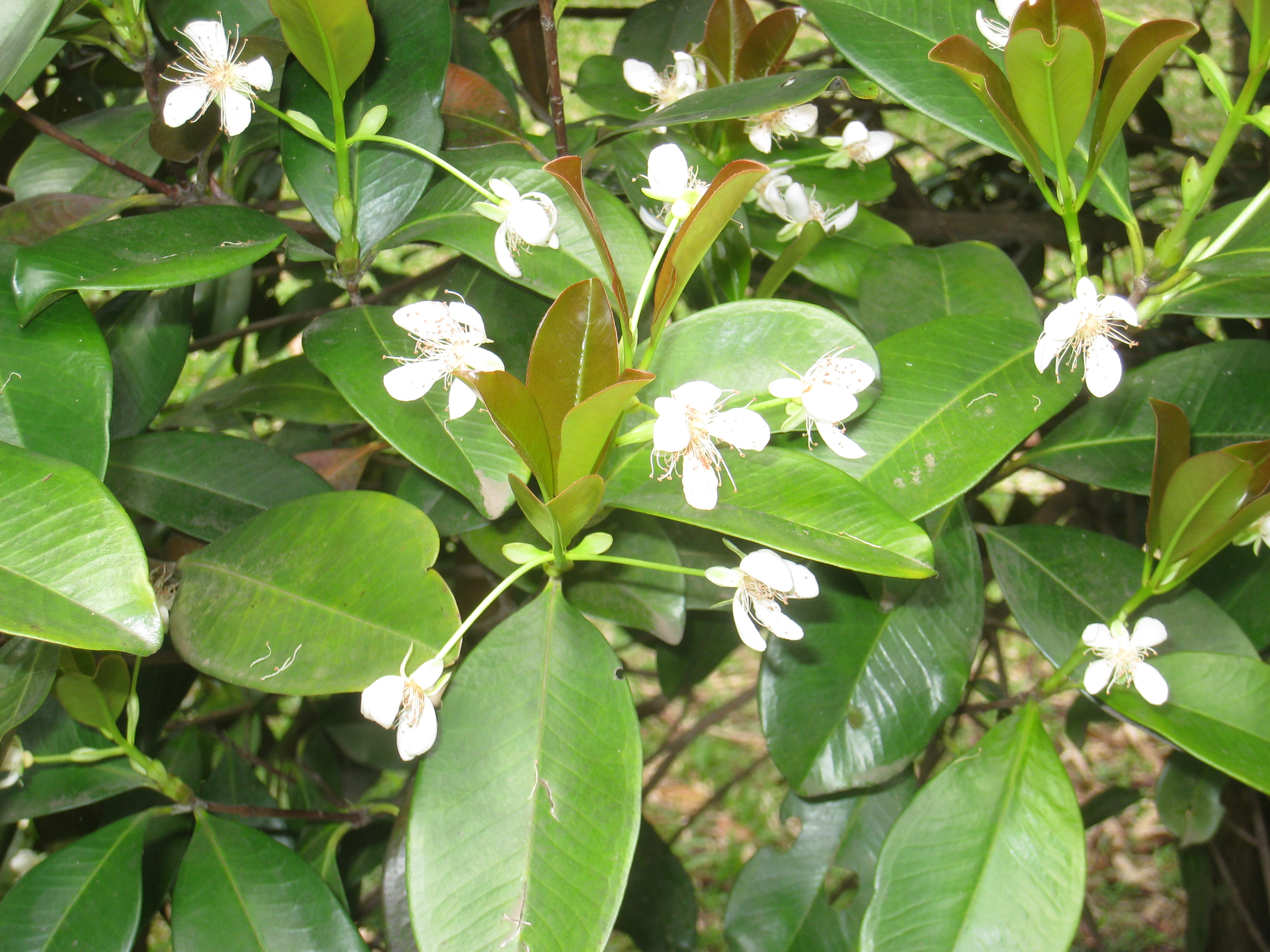
Einzeln in den Blattachseln der gegenständigen, einfachen Laubblättern stehende Blüten von Eugenia brasiliensis

- Eugenia brasiliensis Lam.: Sie wird auch „Grumichama“ genannt. Ihre Heimat ist Brasilien.
- Eugenia breedlovei Barrie: Sie kommt nur im mexikanischen Bundesstaat Chiapas.
- Eugenia brejoensis Mazine: Die Heimat ist das nordöstliche Brasilien.[14]
- Eugenia brevipedunculata Kiaersk.
- Eugenia brevipes A.Rich.: Die Heimat ist Kuba.
- Eugenia breviracemosa Mazine: Sie wurde 2009 aus dem brasilianischen Bundesstaat Amazonas erstbeschrieben.[14]
- Eugenia brevistyla D.Legrand
- Eugenia brongniartiana Guillaumin
- Eugenia brownei Urb.
- Eugenia brownsbergii Amshoff
- Eugenia brunneopubescens Mazine: Sie wurde 2009 aus dem brasilianischen Bundesstaat Paraná erstbeschrieben.[14]
- Eugenia brunoi Mattos
- Eugenia bryanii Kaneh.
- Eugenia buchholzii Engl.: Sie ist im tropischen Afrika verbreitet.
- Eugenia bukobensis Engl.: Sie ist im tropischen Afrika verbreitet.
- Eugenia bullata Pancher ex Guillaumin: Sie kommt in Neukaledonien vor.
- Eugenia bumelioides Standl.: Sie kommt vom mexikanischen Bundesstaat Tabasco über Guatemala bis Belize vor.
- Eugenia burkartiana (D.Legrand) D.Legrand

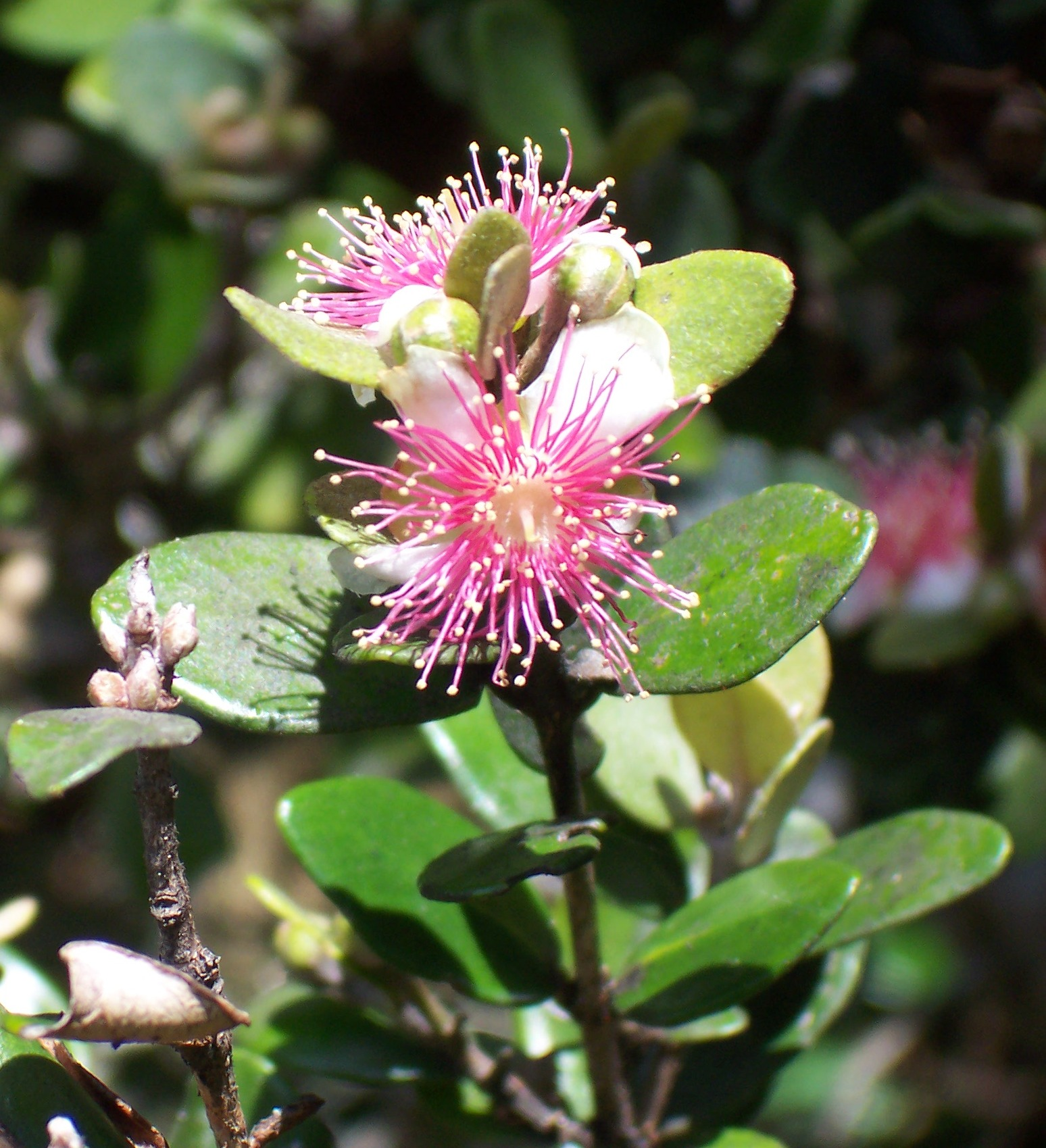
Zweig mit gegenständigen Laubblättern und Blüten von Eugenia buxifolia

- Eugenia buxifolia Lam.: Es ist ein Endemit auf La Réunion.
- Eugenia byssacea McVaugh: Sie ist in Venezuela verbreitet.
- Eugenia cachoeirensis O.Berg
- Eugenia cacuminoides Govaerts
- Eugenia cacuminum Standl. & Steyerm.: Sie kommt in Guatemala und El Salvador vor.
- Eugenia caducibracteata Mazine: Die Heimat ist das nördliche Brasilien.[14]
- Eugenia cahosiana Urb. & Ekman: Sie kommt auf der Insel Hispaniola nur in Haiti vor.
- Eugenia cajalbanica Borhidi & O.Muñiz: Die Heimat ist Kuba.
- Eugenia callichroma McVaugh: Sie ist in Venezuela verbreitet.
- Eugenia calophylloides DC.: Sie ist im tropischen Afrika verbreitet.
- Eugenia calumettae Urb. & Ekman: Sie kommt auf der Insel Hispaniola nur in Haiti vor.
- Eugenia calva McVaugh

- Eugenia calycina Cambess.: Sie kommt im zentralbrasilianischen Cerrado vor, auch „Savannah Pitanga“ genannt.
- Eugenia calystegia (O.Berg) Nied.
- Eugenia camarioca C.Wright: Die Heimat ist Kuba.
- Eugenia cana DC.
- Eugenia canapuensis Urb.: Die Heimat ist Kuba.

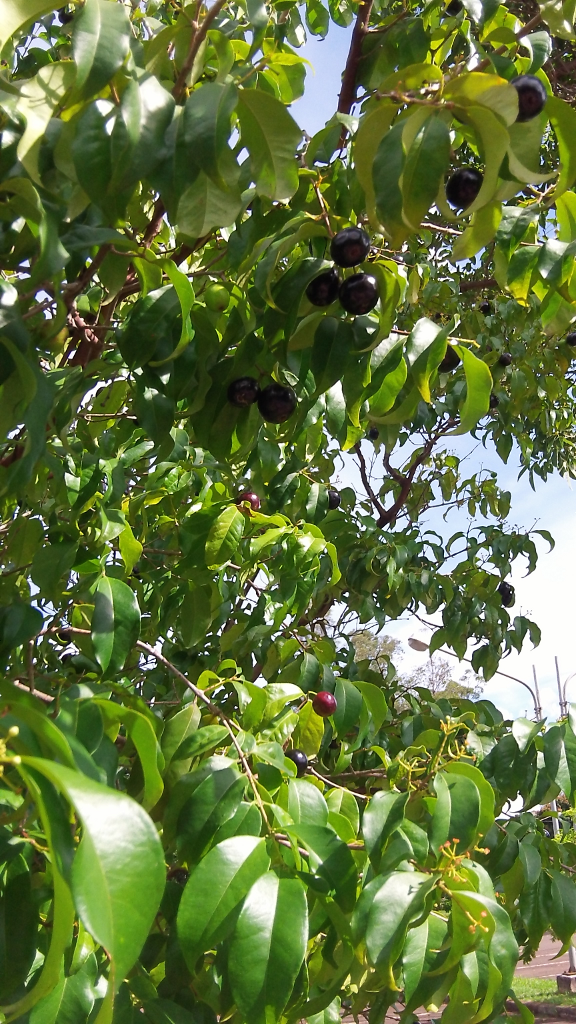
Habitus, Laubblätter und Früchte von Eugenia candolleana

- Eugenia candolleana DC.: Sie gedeiht im brasilianischen Atlantischen Regenwald.
- Eugenia cantuana Lundell
- Eugenia capensis (Eckl. & Zeyh.) Harv.: Sie kommt in der Capensis vor.
- Eugenia capillipes Borhidi
- Eugenia capitulifera O.Berg
- Eugenia capixaba Mazine: Die Heimat ist der Bundesstaat Espírito Santo in Brasilien.[14]
- Eugenia capparidifolia DC.
- Eugenia capuli (Schltdl. & Cham.) Hook. & Arn.: Das Verbreitungsgebiet reicht von Mexiko über Guatemala bis Belize.
- Eugenia capuliodes Lundell: Sie kommt vom mexikanischen Bundesstaat Chiapas bis Guatemala vor.
- Eugenia cararensis Barrie & Q.Jiménez: Die Heimat ist Costa Rica.
- Eugenia carranzae Lundell
- Eugenia cartagensis O.Berg: Sie kommt von Costa Rica bis Panama vor.
- Eugenia casearioides (Kunth) DC.
- Eugenia cassinoides Lam.
- Eugenia castaneiflora M.L.Kawas. & B.Holst: Die Heimat ist Ecuador.[14]
- Eugenia catharinae O.Berg
- Eugenia catharinensis D.Legrand
- Eugenia catingiflora Griseb.: Die Heimat ist Kuba.
- Eugenia cavalcanteana Mattos
- Eugenia cayoana Lundell: Die Heimat ist Costa Rica.
- Eugenia ceibana Urb.: Die Heimat ist Kuba.
- Eugenia cerasiflora Miq.
- Eugenia cereja D.Legrand
- Eugenia cerrocacaoensis Barrie: Die Heimat ist Costa Rica.
- Eugenia cervina Standl. & Steyerm.: Die Heimat ist Guatemala.
- Eugenia chacoensis (D.Legrand) Kausel
- Eugenia chacueyana Alain: Sie kommt auf der Insel Hispaniola nur in der Dominikanischen Republik vor.
- Eugenia chahalana Lundell: Die Heimat ist Guatemala.
- Eugenia chartacea McVaugh
- Eugenia chavarriae Barrie: Die Heimat ist Costa Rica.
- Eugenia chepensis Standl.: Das Verbreitungsgebiet reicht von Nicaragua über Costa Rica bis Panama.
- Eugenia chiapensis Lundell: Sie kommt vom mexikanischen Bundesstaat Chiapas bis Guatemala vor.
- Eugenia chinajensis Standl. & Steyerm.: Sie kommt in Belize und Guatemala vor.
- Eugenia chlorocarpa O.Berg
- Eugenia chlorophylla O.Berg
- Eugenia choapamensis Standl.: Sie kommt von den mexikanischen Bundesstaaten Oaxaca sowie Tabasco bis Guatemala und Belize vor.
- Eugenia christii Urb.: Sie kommt auf der Insel Hispaniola nur in Haiti vor.
- Eugenia chrootricha Urb. & Ekman: Sie kommt auf der Insel Hispaniola vor.
- Eugenia chrootrichoides Proctor: Sie kommt auf der Insel Jamaika vor.
- Eugenia chrysobalanoides DC.: Sie kommt auf den Kleinen Antillen vor.
- Eugenia chrysophyllum Poir.
- Eugenia churutensis Cornejo
- Eugenia cincta Griseb.: Die Heimat ist Kuba.
- Eugenia cinerascens Gardner
- Eugenia cintalapana Barrie
- Eugenia citrifolia Poir.
- Eugenia citroides Lundell: Sie kommt vom mexikanischen Bundesstaat Chiapas bis Guatemala vor.
- Eugenia clarendonensis Urb.: Sie kommt auf der Insel Jamaika vor.
- Eugenia clarensis Britton & P.Wilson: Die Heimat ist Kuba.
- Eugenia cloiselii H.Perrier
- Eugenia coaetanea O.Berg
- Eugenia coccifera O.Berg
- Eugenia cocosensis Barrie: Dieser Endemit kommt nur auf der Kokos-Insel vor.
- Eugenia codyensis Munro ex Wight
- Eugenia coffeifolia DC.: Sie kommt auf den Kleinen Antillen und Guyana vor.
- Eugenia coibensis Barrie: Die Heimat ist Panama.
- Eugenia colipensis O.Berg
- Eugenia colnettiana Guillaumin
- Eugenia columbiensis O.Berg
- Eugenia commutata O.Berg: Sie kommt auf der Insel Jamaika vor.
- Eugenia comorensis H.Perrier
- Eugenia complicata O.Berg: Sie kommt im zentralbrasilianischen Cerrado vor.
- Eugenia concava B.Holst & M.L.Kawas.: Die Heimat ist Ecuador.[14]
- Eugenia conchalensis D.Legrand & Mattos D.Legrand & Mattos
- Eugenia concolor Mattos
- Eugenia conduplicata B.Holst
- Eugenia confusa DC.: Die Heimat ist Florida, auch „Redberry Stopper“ genannt.
- Eugenia congolensis De Wild. & T.Durand
- Eugenia conjuncta Amshoff: Die Heimat ist Guyana.
- Eugenia consolatae Chiov.
- Eugenia constanzae Alain: Sie kommt auf der Insel Hispaniola nur in der Dominikanischen Republik vor.
- Eugenia convexinervia D.Legrand
- Eugenia corcovadensis Kiaersk.
- Eugenia cordata (Sw.) DC.: Sie kommt auf Karibischen Inseln vor.
- Eugenia cordillerana Mattos
- Eugenia coronata Vahl ex DC.: Sie kommt im tropischen Afrika vor.
- Eugenia corozalensis Britton: Die Heimat ist Puerto Rico.
- Eugenia corrientina Barb.Rodr.
- Eugenia corusca Barrie: Das Verbreitungsgebiet reicht von Nicaragua bis Costa Rica.
- Eugenia costaricensis O.Berg: Das Verbreitungsgebiet reicht von Honduras, Nicaragua, Costa Rica bis Panama.
- Eugenia costatifructa Mazine: Die Heimat ist der Bundesstaat Bahia in Brasilien.[14]
- Eugenia costenoblei Merr.
- Eugenia cotinifolia Jacq.
- Eugenia coursiana H.Perrier
- Eugenia cowanii McVaugh
- Eugenia cowellii Britton & P.Wilson: Die Heimat ist Kuba.
- Eugenia coyolensis Standl.: Die Heimat ist Honduras.
- Eugenia crassa Sobral: Die Heimat ist der Bundesstaat Espírito Santo in Brasilien.[14]
- Eugenia crassicaulis Proctor: Die Heimat ist Jamaika.
- Eugenia crassifolia DC.
- Eugenia crassipetala J.Guého & A.J.Scott
- Eugenia crenata Vell.
- Eugenia crenularis Lundell
- Eugenia crenulata (Sw.) Willd.: Sie ist auf den Großen Antillen verbreitet.
- Eugenia cribrata McVaugh: Die Heimat ist Venezuela.
- Eugenia cricamolensis Standl.: Die Heimat ist Panama.
- Eugenia cristaensis O.Berg: Sie kommt im zentralbrasilianischen Cerrado vor.
- Eugenia cristalensis Urb.: Die Heimat ist Kuba.
- Eugenia cristata C.Wright: Die Heimat ist Kuba.
- Eugenia crossopterygoides A.Chev.: Sie ist im tropischen Afrika verbreitet.
- Eugenia crucicalyx McVaugh
- Eugenia crucigera Däniker
- Eugenia cuaoensis McVaugh: Sie ist in Venezuela verbreitet.
- Eugenia cucullata Amshoff: Die Heimat ist Guyana.
- Eugenia culminicola McVaugh
- Eugenia cuprea (O.Berg) Nied.
- Eugenia cupulata Amshoff
- Eugenia cupuligera Urb.: Die Heimat ist Kuba.
- Eugenia curvipilosa McVaugh
- Eugenia curvivenia McVaugh
- Eugenia cuspidifolia DC.
- Eugenia cycloidea Urb.: Die Heimat ist Kuba.
- Eugenia cyclophylla O.Berg
- Eugenia cydoniifolia O.Berg
- Eugenia cymatodes O.Berg
- Eugenia cyphophloea Griseb.: Die Heimat ist Kuba.
- Eugenia daaouiensis Guillaumin
- Eugenia daenikeri Guillaumin
- Eugenia darcyi Barrie: Die Heimat ist Panama.
- Eugenia decussata (Vell.) Mattos
- Eugenia delpechiana Urb. & Ekman: Sie kommt auf der Insel Hispaniola nur in Haiti vor.
- Eugenia demeusei De Wild.: Sie ist im tropischen Afrika verbreitet.
- Eugenia denigrata McVaugh
- Eugenia dentata (O.Berg) Nied.
- Eugenia dewevrei De Wild. & T.Durand: Sie ist im tropischen Afrika verbreitet.
- Eugenia dibrachiata McVaugh
- Eugenia dichroma O.Berg
- Eugenia dictyophleba O.Berg
- Eugenia dictyophylla Urb.: Sie kommt auf der Insel Hispaniola nur in Haiti vor.
- Eugenia diminutiflora Amshoff: Sie ist im tropischen Afrika verbreitet.
- Eugenia dimorpha O.Berg
- Eugenia dinklagei Engl. & Brehmer: Die Heimat ist Liberia.
- Eugenia diospyroides H.Perrier
- Eugenia diplocampta Diels
- Eugenia discifera Gamble
- Eugenia discolorans C.Wright: Die Heimat ist Kuba.
- Eugenia discors McVaugh
- Eugenia discreta McVaugh
- Eugenia disperma Vell.
- Eugenia disticha (Sw.) DC.: Die Heimat ist Jamaika.
- Eugenia dittocrepis O.Berg
- Eugenia dodoana Engl. & Brehmer: Die Heimat ist Kamerun.
- Eugenia dodonaeifolia Cambess.
- Eugenia domingensis O.Berg
- Eugenia doubledayi Standl.: Sie kommt in Honduras und Nicaragua vor.
- Eugenia duarteana Cambess.
- Eugenia duchassaingiana O.Berg: Sie kommt auf den Kleinen Antillen vor.
- Eugenia duckeana Mattos
- Eugenia dulcis O.Berg: Sie ist in Brasilien verbreitet.
- Eugenia dumosa (Vahl) DC.
- Eugenia duplicata Britton & P.Wilson
- Eugenia dusenii Engl.: Sie ist im tropischen Afrika verbreitet.

- Eugenia dysenterica DC.: Sie kommt im zentralbrasilianischen Cerrado vor und wird dort „Cagaita“ genannt.
- Eugenia earhartii Acev.-Rodr.: Sie kommt nur auf den Jungferninseln vor.
- Eugenia earlei Britton & P.Wilson: Die Heimat ist Kuba.
- Eugenia earthiana P.E.Sanchez: Die Heimat ist Costa Rica.

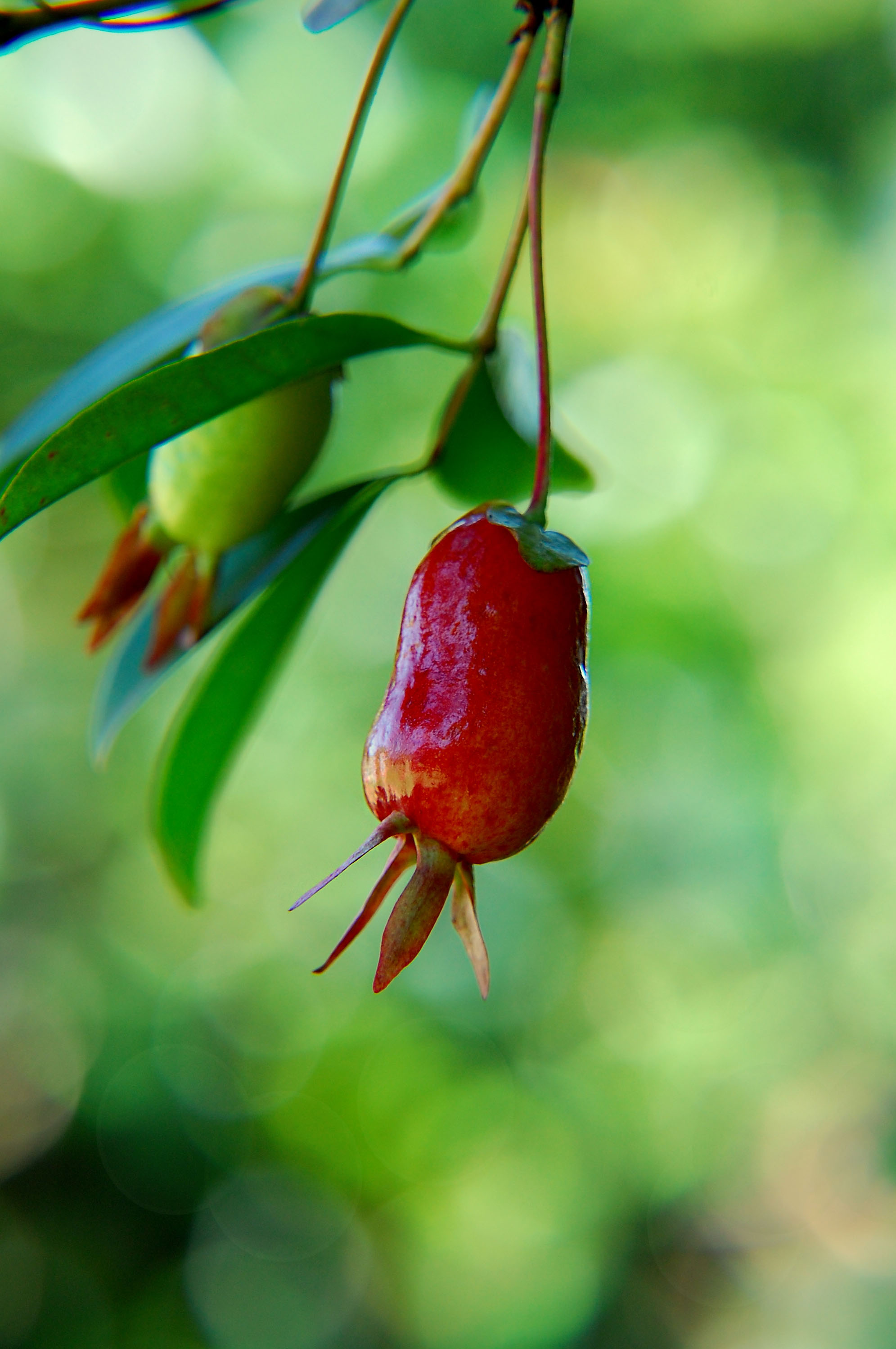
Frucht von Eugenia involucrata, am oberen Ende sind die haltbaren Kelchblätter

- Eugenia egensis DC.: Sie kommt in Brasilien im (Amazonasbecken), in Panama und Costa Rica vor.
- Eugenia eggersii Kiaersk.: Die Heimat ist Puerto Rico.
- Eugenia ehrenbergiana O.Berg: Sie kommt auf der Insel Hispaniola vor.
- Eugenia eliasii Lundell: Die Heimat ist Guatemala.
- Eugenia elliotii Engl. & Brehmer: Die Heimat ist Sierra Leone.
- Eugenia ellipsoidea Kiaersk.
- Eugenia elliptica Lam.
- Eugenia elongata Nied.
- Eugenia emarginata (Kunth) DC.
- Eugenia ependytes McVaugh
- Eugenia eperforata Urb.: Die Heimat ist Jamaika.
- Eugenia eriantha Urb.: Die Heimat ist Kuba.
- Eugenia ericoides Guillaumin
- Eugenia erythrocarpa (Kunth) DC.
- Eugenia erythrophylla Strey: Sie kommt in den südafrikanischen Provinzen Ostkap und KwaZulu-Natal vor.
- Eugenia erythroxyloides Mart. ex O.Berg
- Eugenia essequiboensis Sandwith: Die Heimat ist Guyana.
- Eugenia esteliensis Barrie: Die Heimat ist Nicaragua.
- Eugenia eurycheila O.Berg
- Eugenia exaltata A.Rich. ex O.Berg
- Eugenia excelsa O.Berg
- Eugenia excisa Urb.: Die Heimat ist Kuba.
- Eugenia excoriata O.Berg
- Eugenia expansa Spring ex Mart.
- Eugenia farameoides A.Rich.: Sie kommt vom südlichen Mexiko bis Honduras vor.
- Eugenia farinacea Barrie: Sie kommt in Nicaragua und Honduras vor.
- Eugenia fernandopoana Engl. & Brehmer: Sie ist nur von sechs Fundorten in Kamerun, der Zentralafrikanischen Republik und Äquatorialguinea bekannt. Dieser in Wäldern gedeihender Strauch ist durch Abholzung für Landwirtschaft und Tourismus gefährdet. Wohl keiner der Standorte ist geschützt. Diese Art wird 2004 in der Roten Liste der IUCN als „vulnerable“ = „gefährdet“ bewertet.[15]
- Eugenia ferreiraeana O.Berg
- Eugenia flamingensis O.Berg

- Eugenia flavescens DC.
- Eugenia flavoviridis Lundell: Die Heimat ist Belize.
- Eugenia fleuryi A.Chev.
- Eugenia floccosa Bedd.

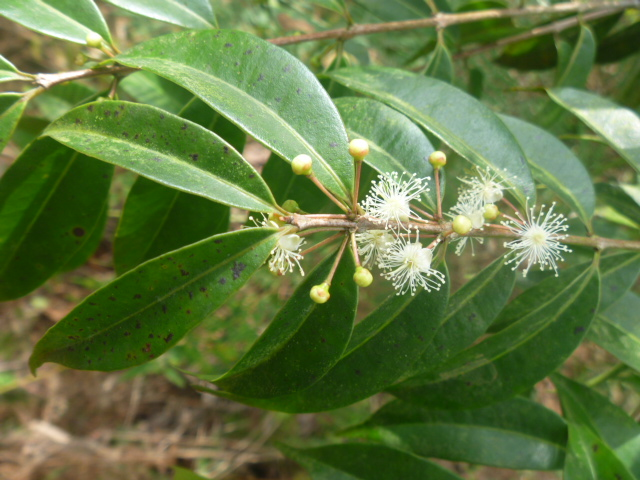
Zweig mit gegenständigen, einfachen Laubblättern und Blüten von Eugenia flavescens.

- Eugenia florida DC.: Sie ist vom südlichen Mittelamerika bis ins nördliche Südamerika verbreitet.
- Eugenia floscellus D.Legrand
- Eugenia fluminensis O.Berg
- Eugenia foetida Pers.: Sie kommt vom südlichen Florida und auf Karibischen Inseln, über das südliche Mexiko bis Belize und Guatemala vor, auch „Spanish Stopper“ genannt.
- Eugenia francavilleana O.Berg
- Eugenia froesii McVaugh
- Eugenia fulva Thwaites
- Eugenia funkiana O.Berg
- Eugenia fusca O.Berg
- Eugenia fuscopunctata Kiaersk.
- Eugenia gabonensis Amshoff
- Eugenia gacognei Montrouz.
- Eugenia galalonensis (C.Wright ex Griseb.) Krug & Urb.: Ihr Verbreitungsgebiet reicht von Mittelamerika und die Großen Antillen bis Südamerika.
- Eugenia galbaoensis Mattos
- Eugenia galeata Urb.: Die Heimat ist Kuba.
- Eugenia gatopensis Guillaumin
- Eugenia gaudichaudiana O.Berg
- Eugenia gaumeri Standl.: Das Verbreitungsgebiet reicht von Mexiko über Guatemala bis Belize.
- Eugenia gemmiflora O.Berg
- Eugenia gibberosa Urb.: Die Heimat ist Kuba.
- Eugenia gigas Lundell: Die Heimat ist Guatemala.
- Eugenia gilgii Engl. & Brehmer: Sie kommt in Kamerun und Nigeria vor.
- Eugenia glabra Alston
- Eugenia glabrata (Sw.) DC.: Sie kommt auf den Großen Antillen vor.
- Eugenia glandulosa Cambess.
- Eugenia glandulosopunctata P.E.Sánchez & Poveda: Sie kommt in Costa Rica und Panama vor.
- Eugenia gomesiana O.Berg
- Eugenia gomezii Barrie: Sie kommt in Costa Rica und Panama vor.
- Eugenia gonavensis Urb.: Sie kommt auf der Insel Hispaniola vor.
- Eugenia gongylocarpa M.L.Kawas. & B.K.Holst
- Eugenia goviala H.Perrier
- Eugenia goyazensis Nied.
- Eugenia gracilipes Kiaersk.
- Eugenia gracillima Kiaersk.
- Eugenia grandiflora O.Berg
- Eugenia grandifolia O.Berg
- Eugenia grayumii Barrie: Die Heimat ist Costa Rica.
- Eugenia grazielae Mattos & D.Legrand
- Eugenia greggii (Sw.) Poir.: Sie kommt auf den Kleinen Antillen vor.
- Eugenia grifensis Urb.: Die Heimat ist Kuba.
- Eugenia grijalvae Barrie: Die Heimat ist Nicaragua.
- Eugenia grisebachii Krug & Urb.: Die Heimat ist Kuba.
- Eugenia griseiflora McVaugh
- Eugenia grisiana Guillaumin
- Eugenia gryposperma Krug & Urb.: Es ist ein Endemit auf Martinique.
- Eugenia guanensis Urb.: Die Heimat ist Kuba.
- Eugenia guatemalensis Donn.Sm.: Sie kommt vom südlichen Mexiko bis Costa Rica vor.
- Eugenia guayaquilensis (Kunth) DC.: Sie ist in Ecuador verbreitet.
- Eugenia guillotii Hochr.
- Eugenia guttata Lundell
- Eugenia gyrosepala Baker f.
- Eugenia haberi Barrie: Die Heimat ist Costa Rica.
- Eugenia haematocarpa Alain: Die Heimat ist Puerto Rico.
- Eugenia haitiensis Krug & Urb.: Sie kommt auf der Insel Hispaniola vor.
- Eugenia hammelii Barrie: Sie kommt von Nicaragua bis Panama vor.
- Eugenia hamoniana Mattos
- Eugenia handroana D.Legrand
- Eugenia hanoverensis Proctor: Sie kommt auf der Insel Jamaika vor.
- Eugenia haputalense Kosterm.
- Eugenia harrisii Krug & Urb.: Sie kommt auf den Großen Antillen vor.
- Eugenia hartmanniae Mattos
- Eugenia hartshornii Barrie: Die Heimat ist Costa Rica.
- Eugenia hastilis (Blume) J.Guého & A.J.Scott
- Eugenia hazompasika H.Perrier
- Eugenia herbacea O.Berg
- Eugenia heringeriana Mattos
- Eugenia hermesiana Mattos
- Eugenia herrerae Barrie: Sie kommt von Costa Rica bis Panama vor.
- Eugenia heterochroa Urb.: Sie kommt auf der Insel Jamaika vor.
- Eugenia heterochroma Diels
- Eugenia heterophylla A.Rich.: Die Heimat ist Kuba.
- Eugenia hexovulata McVaugh
- Eugenia higueyana Alain: Sie kommt auf der Insel Hispaniola vor.
- Eugenia hilariana DC.
- Eugenia hiraeifolia Standl.: Sie kommt von Honduras bis Panama vor.
- Eugenia hirta O.Berg
- Eugenia hodgei McVaugh: Es ist ein Endemit auf Martinique.
- Eugenia holdridgei Alain: Sie kommt auf der Insel Hispaniola nur in Haiti vor.
- Eugenia hondurensis Ant.Molina: Sie kommt in Nicaragua und Honduras vor.
- Eugenia horizontalis Pancher ex Brongn. & Gris
- Eugenia hovarum H.Perrier
- Eugenia howardiana Proctor: Sie kommt auf der Insel Jamaika vor.
- Eugenia humblotii Engl. & Brehmer: Sie kommt auf den Komoren vor.
- Eugenia hurlimannii Guillaumin
- Eugenia hyemalis Cambess.
- Eugenia hypargyrea Standl.: Sie kommt von Mexiko bis Costa Rica vor.
- Eugenia ibarrae Lundell: Sie kommt vom südlichen Mexiko, Guatemala und Belize vor.
- Eugenia ignambiensis Baker f.
- Eugenia ignota Britton & P.Wilson: Die Heimat ist Kuba.
- Eugenia ilalensis Hieron.
- Eugenia illepida McVaugh
- Eugenia imaruiensis D.Legrand
- Eugenia imbricata O.Berg
- Eugenia imbricatocordata Amshoff: Sie ist im tropischen Afrika verbreitet.
- Eugenia impressa (O.Berg) Mattos
- Eugenia impunctata O.Berg
- Eugenia incanescens Benth.
- Eugenia inconspicua Standl.
- Eugenia indica (Wight) Chithra
- Eugenia inirebensis P.E.Sánchez
- Eugenia intermedia O.Berg
- Eugenia intibucana Barrie: Die Heimat ist Honduras.
- Eugenia inundata DC.
- Eugenia inversa Sobral

- Eugenia involucrata DC.: Sie kommt in Brasilien vor und wird dort „Cerejeira do mato“ genannt.
- Eugenia irazuensis Hemsl.
- Eugenia irirensis O.Berg
- Eugenia isabeliana Kiaersk.: Sie kommt auf der Insel Hispaniola vor.
- Eugenia ischnosceles O.Berg
- Eugenia isosticta Urb.: Die Heimat ist Jamaika.
- Eugenia itacarensis Mattos
- Eugenia itaguahiensis Nied.
- Eugenia itahypensis O.Berg
- Eugenia itajurensis Cambess.
- Eugenia itapemirimensis Cambess.
- Eugenia iteophylla Krug & Urb.: Die Heimat ist Kuba.
- Eugenia izabalana Lundell: Sie kommt in Guatemala und Belize vor.
- Eugenia jambosoides C.Wright ex Griseb.: Die Heimat ist Kuba.
- Eugenia janeirensis O.Berg
- Eugenia jimenezii Alain: Sie kommt auf der Insel Hispaniola nur in der Dominikanischen Republik vor.
- Eugenia joenssonii Kausel
- Eugenia kaalensis Guillaumin
- Eugenia kaieteurensis Amshoff: Die Heimat ist Guyana.
- Eugenia kalbreyeri Engl. & Brehmer: Die Heimat ist Kamerun.
- Eugenia kamelii Merr.
- Eugenia kameruniana Engl.: Sie kommt im tropischen Afrika vor, möglicherweise ausgestorben.
- Eugenia kanakana N.Snow
- Eugenia karwinskyana O.Berg: Sie kommt vom mexikanischen Bundesstaat Chiapas über Guatemala bis Belize vor.
- Eugenia kellyana Proctor: Die Heimat ist Jamaika.
- Eugenia kerstingii Engl. & Brehmer: Sie kommt in Guinea (Togo) vor.
- Eugenia klaineana (Pierre) Engl.: Sie ist im tropischen Afrika verbreitet.
- Eugenia kleinii D.Legrand

- Eugenia klotzschiana O.Berg: Sie kommt im zentralbrasilianischen Cerrado vor.
- Eugenia koepperi Standl.: Sie kommt vom mexikanischen Bundesstaat Chiapas über Guatemala bis Honduras vor.
- Eugenia koolauensis O.Deg.: Die Heimat ist Hawaii.
- Eugenia kuebuniensis Guillaumin
- Eugenia kuhlmanniana Mattos & D.Legrand
- Eugenia laeteviridis Urb.: Die Heimat ist Kuba.
- Eugenia laevis O.Berg: Sie kommt auf der Insel Hispaniola vor.
- Eugenia lagoensis Kiaersk.
- Eugenia lambertiana DC.: Sie kommt auf den Kleinen Antillen und dem angrenzenden südamerikanischen Festland vor.
- Eugenia lamprophylla Urb.: Die Heimat ist Jamaika.
- Eugenia lancetillae Standl.: Die Heimat ist Honduras.
- Eugenia langsdorffii O.Berg
- Eugenia laruotteana Cambess.
- Eugenia lateriflora Willd.: Sie kommt auf den Jungferninseln  vor.
- Eugenia latifolia Aubl.
- Eugenia laurae Proctor: Die Heimat ist Jamaika.
- Eugenia laxa DC.
- Eugenia ledermannii Engl. & Brehmer: Die Heimat ist Kamerun.
- Eugenia ledophylla (Standl.) McVaugh
- Eugenia lempana Barrie: Die Heimat ist Honduras.
- Eugenia leonanii Mattos
- Eugenia leonensis Engl. & Brehmer: Sie kommt im westlichen tropischen Afrika (Senegal bis Kamerun) vor.
- Eugenia leonis Borhidi & O.Muñiz
- Eugenia lepidota O.Berg: Die Heimat ist Costa Rica.
- Eugenia leptoclada O.Berg
- Eugenia letreroana Lundell: Sie kommt vom mexikanischen Bundesstaat Chiapas bis Guatemala vor.
- Eugenia leucadendron O.Berg: Die Heimat ist Costa Rica.
- Eugenia levinervis (Fosberg) A.J.Scott
- Eugenia lheritieriana DC.
- Eugenia lhotzkyana O.Berg
- Eugenia libanensis Urb.: Die Heimat ist Kuba.
- Eugenia liberiana Amshoff: Sie ist im tropischen Afrika verbreitet.
- Eugenia librevillensis Amshoff: Sie ist im tropischen Afrika verbreitet.
- Eugenia liebmannii Standl.
- Eugenia liesneri Barrie: Sie kommt von Guatemala über El Salvador bis Honduras vor.
- Eugenia ligustrina (Sw.) Willd.: Sie kommt auf den Antillen vor.
- Eugenia ligustroides Urb.: Die Heimat ist Kuba.
- Eugenia lilloana D.Legrand
- Eugenia limbosa O.Berg
- Eugenia lindahlii Urb. & Ekman: Sie kommt auf den Inseln Kuba und Hispaniola vor.
- Eugenia lindbergiana O.Berg
- Eugenia linearis A.Rich. ex O.Berg
- Eugenia lineata (Sw.) DC.: Sie kommt auf der Insel Hispaniola vor.
- Eugenia lineolata Urb. & Ekman: Sie kommt auf der Insel Hispaniola vor.
- Eugenia lithosperma Barrie: Die Heimat ist Costa Rica.
- Eugenia littoralis Pancher ex Brongn. & Gris
- Eugenia livida O.Berg: Sie kommt im zentralbrasilianischen Cerrado vor.
- Eugenia locuples Barrie: Sie kommt in Honduras und Nicaragua vor.
- Eugenia loeseneri Urb.: Die Heimat ist Kuba.
- Eugenia loheri C.B.Rob.
- Eugenia lokobensis H.Perrier
- Eugenia lomensis Britton & P.Wilson: Die Heimat ist Kuba.
- Eugenia longicuspis McVaugh
- Eugenia longifolia DC.
- Eugenia longipedunculata Nied.
- Eugenia longipetiolata Mattos
- Eugenia longiracemosa Kiaersk.
- Eugenia longuensis N.Snow
- Eugenia louvelii H.Perrier
- Eugenia lucens Alain: Die Heimat ist Kuba.
- Eugenia luciae Amshoff
- Eugenia lucida Lam.
- Eugenia luschnathiana (O.Berg) Klotzsch ex B.D.Jacks.: Sie kommt im brasilianischen Bundesstaat Bahia vor und wird dort auch „Pitomba“ genannt.
- Eugenia lutescens Cambess.: Die Heimat ist Brasilien, dort auch „Perinha“ genannt.
- Eugenia mabaeoides Wight: Sie kommt im Hochland von Sri Lanka vor.
- Eugenia macahensis O.Berg
- Eugenia macedoi Mattos & D.Legrand
- Eugenia mackeeana Guillaumin
- Eugenia macnabiana (Krug & Urb.) Urb.: Sie kommt auf der Insel Jamaika vor.
- Eugenia macradenia Urb. & Ekman: Sie kommt auf der Insel Hispaniola nur in der Dominikanischen Republik vor.
- Eugenia macrantha O.Berg
- Eugenia macrobracteolata Mattos
- Eugenia macrocalyx Mart. ex B.D.Jacks.
- Eugenia macrocarpa Schltdl. & Cham.
- Eugenia macrosperma DC.
- Eugenia madagascariensis (H.Perrier) A.J.Scott
- Eugenia madugodaense Kosterm.
- Eugenia maestrensis Urb.: Die Heimat ist Venezuela.
- Eugenia magna B.Holst: Die Heimat ist Kuba.
- Eugenia magnibracteolata Mattos & D.Legrand
- Eugenia magnifica Spring ex Mart.: Sie ist in Brasilien verbreitet.
- Eugenia magniflora Barrie: Die Heimat ist Costa Rica.
- Eugenia magnifolia Kiaersk.
- Eugenia magoana Lundell: Die Heimat ist Guatemala.
- Eugenia malacantha D.Legrand
- Eugenia malangensis (O.Hoffm.) Nied.: Sie ist im tropischen Afrika verbreitet.
- Eugenia malpighioides (Kunth) DC.
- Eugenia mandevillensis Urb.: Sie kommt auf der Insel Jamaika vor.
- Eugenia mandioccensis O.Berg
- Eugenia mandonii McVaugh
- Eugenia manickamiana Murugan
- Eugenia mansoi O.Berg
- Eugenia marambaiensis M.C.Souza & M.P.Lima
- Eugenia maranhaoensis G.Don
- Eugenia maricaensis G.M.Barroso
- Eugenia maritima DC.
- Eugenia marlierioides Rusby
- Eugenia marowynensis Miq.
- Eugenia marshiana Griseb.: Sie kommt auf der Insel Jamaika vor.
- Eugenia matagalpensis P.E.Sánchez: Die Heimat ist Nicaragua.
- Eugenia mattosii D.Legrand
- Eugenia matudae Lundell: Sie kommt im mexikanischen Bundesstaat Chiapas vor.
- Eugenia mcphersonii Barrie: Die Heimat ist Panama.
- Eugenia mcvaughii Steyerm. & Lasser
- Eugenia megaflora Govaerts
- Eugenia megalopetala Griseb.: Die Heimat ist Kuba.
- Eugenia melanadenia Krug & Urb.: Sie kommt auf den Inseln Kuba und Hispaniola vor.
- Eugenia melanogyna (D.Legrand) Sobral
- Eugenia membranifolia Nied.
- Eugenia memecylifolia Talbot
- Eugenia memecyloides Benth.
- Eugenia mensurensis Urb.: Die Heimat ist Kuba.
- Eugenia meridensis Steyerm.
- Eugenia mespiloides Lam.
- Eugenia michoacanensis Lundell
- Eugenia micranthoides McVaugh
- Eugenia micropora DC.
- Eugenia mimus McVaugh
- Eugenia minguetii Urb.: Sie kommt auf der Insel Hispaniola vor.
- Eugenia minimiflora Lundell
- Eugenia minuscula McVaugh
- Eugenia modesta DC.
- Eugenia moensis Britton & P.Wilson: Die Heimat ist Kuba.
- Eugenia molinae Barrie: Die Heimat ist Honduras.
- Eugenia mollicoma Mart. ex O.Berg
- Eugenia mollifolia Urb.: Die Heimat ist Kuba.
- Eugenia monosperma Vell.
- Eugenia montalbanica Merr.
- Eugenia monteverdensis Barrie: Die Heimat ist Costa Rica.
- Eugenia monticola (Sw.) DC.: Sie kommt in Mittelamerika und auf den Antillen vor.
- Eugenia mooniana Wight
- Eugenia moonioides O.Berg
- Eugenia moraviana O.Berg
- Eugenia morii B.Holst & M.L.Kawas.
- Eugenia moritziana H.Karst.
- Eugenia moschata (Aubl.) Nied. ex T.Durand & B.D.Jacks.
- Eugenia mouensis Baker f.
- Eugenia mozomboensis P.E.Sánchez
- Eugenia mucronata O.Berg: Sie kommt auf den Großen Antillen vor.
- Eugenia mufindiensis Verdc.
- Eugenia multicostata D.Legrand
- Eugenia multirimosa McVaugh
- Eugenia muscicola H.Perrier
- Eugenia myrcianthes Nied.: Aus Brasilien, Bolivien, Paraguay, Uruguay bis ins nordöstliche Argentinien.
- Eugenia myrciariifolia Soares-Silva & Sobral
- Eugenia myrobalana DC.
- Eugenia myrtopsidoides Guillaumin
- Eugenia naguana Urb.: Die Heimat ist Kuba.
- Eugenia nannophylla Urb. & Ekman: Sie kommt auf der Insel Hispaniola nur in Haiti vor.
- Eugenia neglecta O.Berg
- Eugenia neibensis Mattos
- Eugenia nematopoda Urb.: Die Heimat ist Kuba.
- Eugenia neoaustralis Sobral
- Eugenia neofasciculata Bennet
- Eugenia neoformosa Sobral
- Eugenia neoglomerata Sobral
- Eugenia neolaurifolia Sobral
- Eugenia neomyrtifolia Sobral
- Eugenia neonitida Sobral
- Eugenia neosericea Morais & Sobral
- Eugenia neosilvestris Sobral
- Eugenia neotristis Sobral
- Eugenia neoverrucosa Sobral
- Eugenia nervosa Lour.
- Eugenia nesiotica Standl.: Die Heimat ist Panama.
- Eugenia nigerina A.Chev.: Sie ist im tropischen Afrika verbreitet.
- Eugenia nigrita Lundell: Sie kommt im mexikanischen Bundesstaat Chiapas vor.
- Eugenia nipensis Urb.
- Eugenia nodosa Engl.
- Eugenia nodulosa Urb.: Die Heimat ist Kuba.
- Eugenia nompa H.Perrier
- Eugenia noumeensis Guillaumin
- Eugenia nutans O.Berg
- Eugenia oaxacana O.Berg
- Eugenia obanensis Baker f.: Sie ist im tropischen Afrika verbreitet.
- Eugenia oblongata O.Berg
- Eugenia obscura (Lindl.) DC.
- Eugenia ocanensis Linden ex Regel
- Eugenia ochrophloea Diels
- Eugenia octopleura Krug & Urb.: Sie kommt auf den Kleinen Antillen und vom südlichen Mexiko bis Panama vor.
- Eugenia oerstediana O.Berg: Sie kommt auf den Kleinen Antillen und vom südlichen Mexiko bis Panama vor.
- Eugenia ogoouensis Amshoff: Sie ist im tropischen Afrika verbreitet.
- Eugenia oligadenia Urb.: Die Heimat ist Kuba.
- Eugenia oligandra Krug & Urb.: Die Heimat ist Kuba.
- Eugenia ombrophila H.Perrier
- Eugenia omissa McVaugh
- Eugenia ophthalmantha Kiaersk.
- Eugenia orbiculata Lam.
- Eugenia orbignyana O.Berg
- Eugenia oreinoma O.Berg
- Eugenia ouen-toroensis Guillaumin
- Eugenia ovalis O.Berg
- Eugenia ovandensis Lundell: Sie kommt im mexikanischen Bundesstaat Chiapas vor.
- Eugenia oxysepala Urb.: Die Heimat ist Kuba.
- Eugenia pachnantha O.Berg
- Eugenia pachychlamys Donn.Sm.: Sie kommt in Guatemala und El Salvador vor.
- Eugenia pachychremastra Guillaumin
- Eugenia pachyclada D.Legrand
- Eugenia pachystachya McVaugh
- Eugenia pacifica Benth.: Dieser Endemit kommt auf der Kokos-Insel vor.
- Eugenia padronii Alain: Die Heimat ist Puerto Rico.
- Eugenia pallescens Kiaersk.
- Eugenia paloverdensis Barrie: Die Heimat ist Costa Rica.
- Eugenia paludosa Pancher ex Brongn. & Gris
- Eugenia palumbis Merr.
- Eugenia pantagensis O.Berg
- Eugenia papalensis Standl. & Steyerm.: Die Heimat ist Guatemala.
- Eugenia papayoensis Urb.: Die Heimat ist Kuba.
- Eugenia paracatuana O.Berg
- Eugenia paranahybensis O.Berg
- Eugenia paranapiacabensis Mattos
- Eugenia pardensis O.Berg
- Eugenia pasacaensis C.B.Rob.
- Eugenia patens Poir.
- Eugenia patrisii Vahl: Die Heimat ist Guyana.
- Eugenia pauciflora DC.
- Eugenia peninsularis Urb.: Die Heimat ist Kuba.
- Eugenia percincta McVaugh
- Eugenia percivalii Lundell: Sie kommt vom mexikanischen Bundesstaat Chiapas über Guatemala bis Belize vor.
- Eugenia percrenata McVaugh
- Eugenia perriniana Urb. & Ekman: Sie kommt auf der Insel Hispaniola nur in Haiti vor.
- Eugenia persicifolia O.Berg
- Eugenia peruibensis Mattos
- Eugenia petrinensis N.Snow
- Eugenia petrophila Urb.: Die Heimat ist Kuba.
- Eugenia philippioides H.Perrier
- Eugenia phillyraeoides Trimen
- Eugenia phyllocardia Urb.: Die Heimat ist Kuba.
- Eugenia pia DC.
- Eugenia picardiae Krug & Urb.: Sie kommt auf der Insel Hispaniola nur in Haiti vor.
- Eugenia piedraensis Urb.: Die Heimat ist Kuba.
- Eugenia piloesis Cambess.
- Eugenia pilosula Krug & Urb.: Sie kommt auf der Insel Hispaniola vor.
- Eugenia pinariensis Urb.: Die Heimat ist Kuba.
- Eugenia pinetorum Urb.: Die Heimat ist Kuba.
- Eugenia pinifolia Mart. ex O.Berg
- Eugenia piresiana Cambess.
- Eugenia piresii Mattos
- Eugenia pisiformis Cambess.
- Eugenia pistaciifolia DC.
- Eugenia pitanga (O.Berg) Nied.: Sie ist in Brasilien verbreitet.
- Eugenia pitrensis Urb.
- Eugenia pittieri Standl.: Sie ist von Guatemala, Nicaragua, Costa Rica bis Panama verbreitet.
- Eugenia platyphylla O.Berg
- Eugenia platysema O.Berg
- Eugenia pleurantha O.Berg
- Eugenia pleurocarpa Standl.
- Eugenia plicata Nied.
- Eugenia plicatocostata O.Berg
- Eugenia plicatula C.Wright: Die Heimat ist Kuba.
- Eugenia plinioides Urb. & Ekman: Sie kommt auf der Insel Hispaniola nur in Haiti vor.
- Eugenia pluricymosa H.Perrier
- Eugenia pluriflora DC.
- Eugenia pobeguinii Aubrév.
- Eugenia pocsiana Borhidi: Die Heimat ist Kuba.
- Eugenia pohliana DC.
- Eugenia poiteaui O.Berg
- Eugenia poliensis Aubrév. & Pellegr.: Sie ist im tropischen Afrika verbreitet.
- Eugenia pollicina J.Guého & A.J.Scott
- Eugenia polyadena O.Berg
- Eugenia polyclada Urb. & Ekman: Sie kommt auf der Insel Hispaniola nur in der Dominikanischen Republik vor.
- Eugenia polypora Urb.: Die Heimat ist Jamaika.
- Eugenia polystachya Rich.
- Eugenia pomifera (Aubl.) Urb.: Sie kommt auf der Insel Hispaniola vor.
- Eugenia pozasia Urb. & Ekman: Die Heimat ist Kuba.
- Eugenia praeterita McVaugh
- Eugenia prasina O.Berg: Sie ist in Brasilien verbreitet.
- Eugenia principium McVaugh: Sie kommt vom mexikanischen Bundesstaat Colima bis Panama vor.
- Eugenia procera (Sw.) Poir.: Sie kommt auf den Antillen vor.
- Eugenia producta DC.
- Eugenia prolixa S.Moore
- Eugenia pronyensis Guillaumin
- Eugenia prostrata Mattos
- Eugenia protenta McVaugh
- Eugenia pruinosa D.Legrand
- Eugenia pruniformis Cambess.
- Eugenia pseudomabaeoides Kosterm.
- Eugenia pseudomalacantha D.Legrand
- Eugenia pseudopsidium Jacq.: Sie kommt auf den Antillen vor, auch „Christmas Berry“ genannt.
- Eugenia pseudovenosa H.Perrier
- Eugenia psidiiflora O.Berg
- Eugenia psidioidea (J.Guého & A.J.Scott) N.Snow
- Eugenia psiloclada Urb.: Die Heimat ist Kuba.
- Eugenia pterocarpa Baill.
- Eugenia pteroclada Urb.: Die Heimat ist Kuba.
- Eugenia puberula Nied.
- Eugenia pubescens (Kunth) DC.
- Eugenia pubicalyx Alain: Sie kommt auf der Insel Hispaniola nur in der Dominikanischen Republik vor.
- Eugenia pueblana Lundell
- Eugenia pulcherrima Kiaersk.
- Eugenia puncticulata Merr.

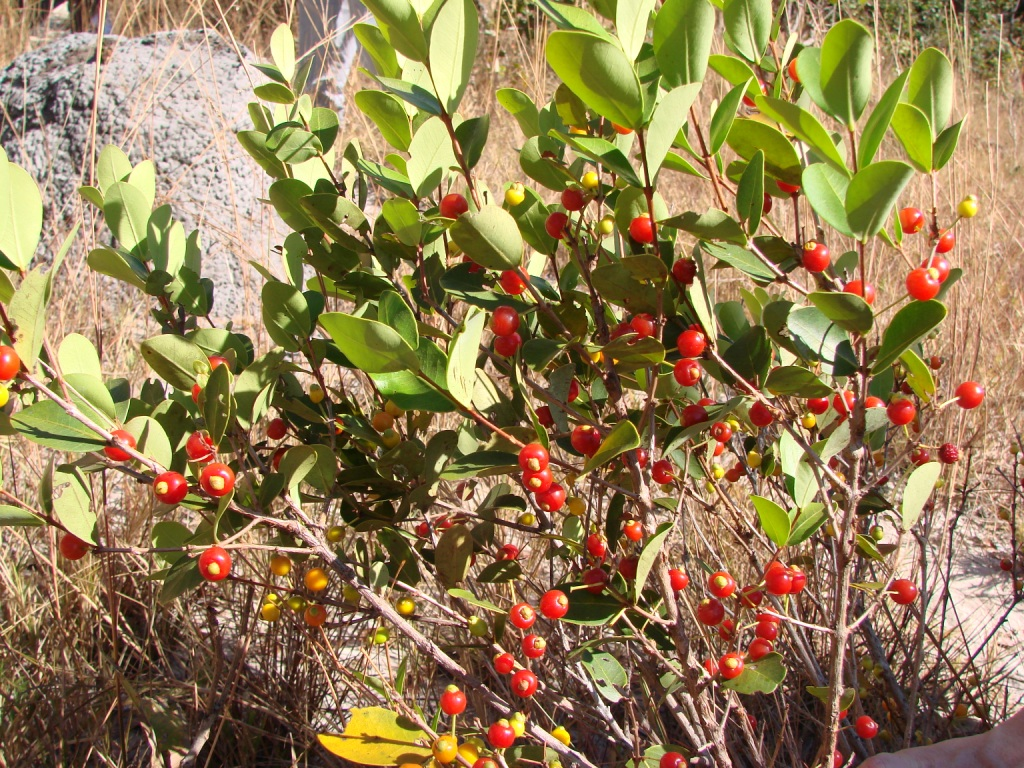
Habitus, Laubblätter und Früchte von Eugenia punicifolia.

- Eugenia punicifolia (Kunth) DC.: Sie ist von Zentralamerika bis Südamerika verbreitet und kommt in Kuba vor.
- Eugenia purpusii Standl.: Sie ist in Venezuela verbreitet.
- Eugenia pusilla N.E.Br.: Sie ist im tropischen Afrika verbreitet.
- Eugenia pustulescens McVaugh
- Eugenia pycnantha Benth.
- Eugenia pyriflora O.Berg
- Eugenia pyriformis Cambess.: Sie ist in Brasilien verbreitet.
- Eugenia pyxidata (J.Guého & A.J.Scott) N.Snow
- Eugenia quadrangularis Duch. ex Griseb.: Sie kommt auf den Kleinen Antillen vor.
- Eugenia quadriflora H.Perrier
- Eugenia quadrijuga McVaugh
- Eugenia quadriovulata Amshoff
- Eugenia quebradensis McVaugh
- Eugenia quercetorum Standl. & L.O.Williams ex Barrie: Die Heimat ist Honduras.
- Eugenia racemiflora O.Berg: Die Heimat ist Guyana.
- Eugenia radiciflora H.Perrier
- Eugenia ramboi D.Legrand
- Eugenia ramiflora Desv.
- Eugenia ramonae Borhidi & O.Muñiz: Die Heimat ist Kuba.
- Eugenia ramoniana Urb.: Die Heimat ist Kuba.
- Eugenia randrianasoloi J.S.Mill.
- Eugenia ravenii Lundell: Sie kommt nur im mexikanischen Bundesstaat Chiapas vor.

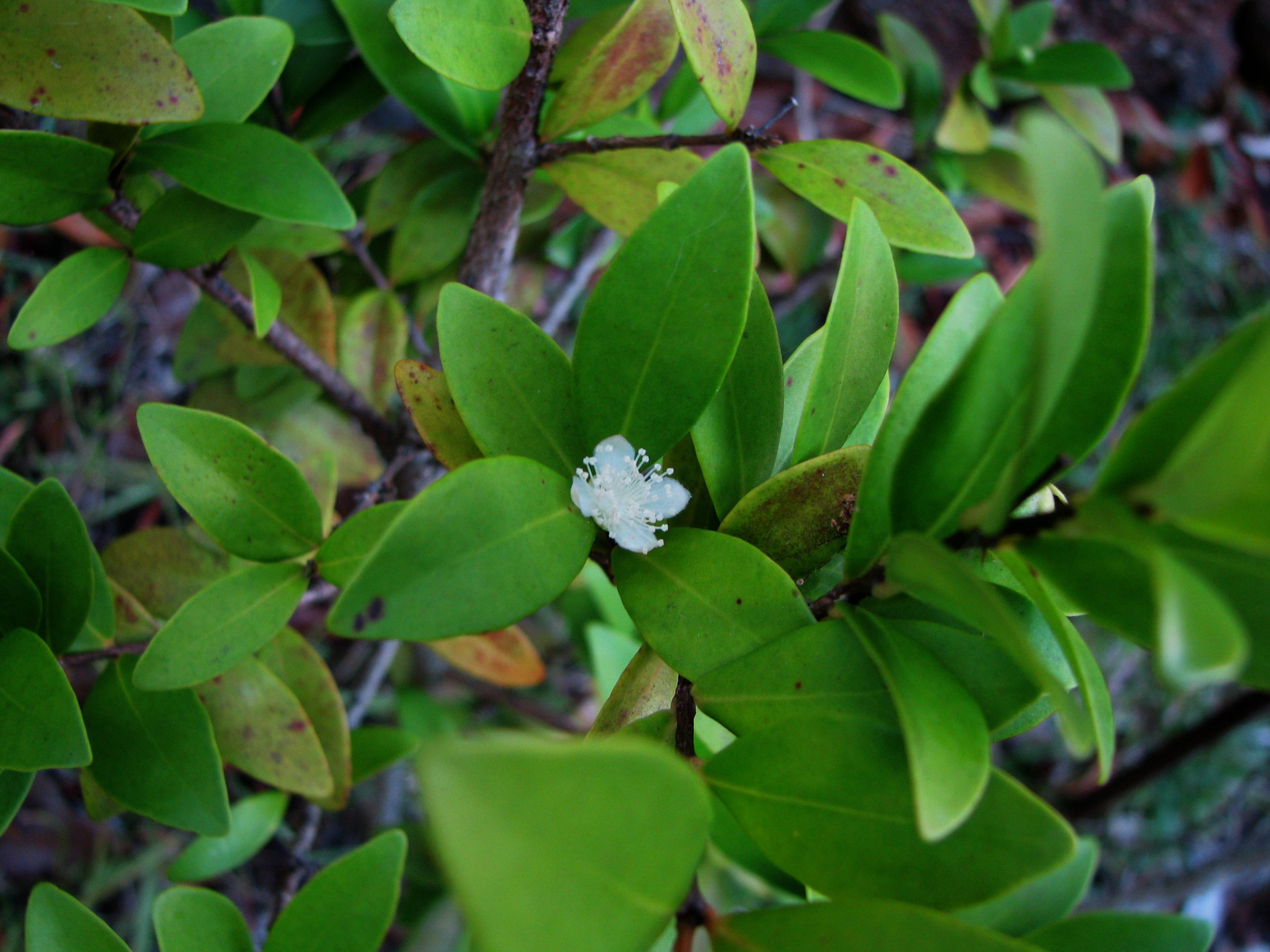
Zweig mit einfachen Laubblättern und Blüte von Eugenia reinwardtiana

- Eugenia reinwardtiana (Blume) A.Cunn. ex DC.: Es ist die einzige Art, die in Australien vorkommt, sie ist nordöstlichen Australien und Papua-Neuguinea beheimatet.
- Eugenia reitziana D.Legrand
- Eugenia rekoi Standl.: Sie kommt vom mexikanischen Bundesstaat Oaxaca bis Guatemala vor.
- Eugenia rendlei Urb.: Die Heimat ist Jamaika.
- Eugenia repanda O.Berg
- Eugenia reticularis O.Berg: Sie kommt auf der Insel Hispaniola vor.
- Eugenia retinadenia C.Wright: Die Heimat ist Kuba.
- Eugenia rheophytica Kosterm.
- Eugenia rhombea (O.Berg) Krug & Urb.: Sie kommt von Florida über die Bahamas bis zu den Antillen und Mittelamerika vor, auch „Red Stopper“ genannt.
- Eugenia rigida DC.
- Eugenia rigidifolia A.Rich.
- Eugenia rigidula Britton & P.Wilson: Die Heimat ist Kuba.
- Eugenia rimosa C.Wright: Die Heimat ist Kuba.
- Eugenia riograndis Lundell: Sie kommt vom mexikanischen Bundesstaat Tabasco über Guatemala bis Belize vor.
- Eugenia riosae Barrie: Die Heimat ist Costa Rica.
- Eugenia rivulorum Thwaites
- Eugenia rizziniana Mattos
- Eugenia rizzoana Mattos
- Eugenia rocana Britton & P.Wilson: Die Heimat ist Kuba.
- Eugenia rodriguesensis J.Guého & A.J.Scott
- Eugenia roigii Urb.: Die Heimat ist Kuba.
- Eugenia rosariensis Borhidi: Die Heimat ist Kuba.
- Eugenia rosea DC.
- Eugenia roseiflora McVaugh
- Eugenia rostrata O.Berg
- Eugenia rostratofalcata Mattos & D.Legrand
- Eugenia rostrifolia D.Legrand
- Eugenia rottleriana Wight & Arn.
- Eugenia rotundata (Trimen) Trimen
- Eugenia rotundicosta D.Legrand
- Eugenia roxburghii DC.
- Eugenia rubella Lundell: Sie kommt vom mexikanischen Bundesstaat Chiapas bis Guatemala vor.
- Eugenia rufidula Lundell: Die Heimat ist Belize.
- Eugenia rufoflavescens Mattos
- Eugenia rufofulva Thwaites
- Eugenia rugosissima Sobral
- Eugenia ruscifolia Poir.
- Eugenia sachetae Proctor: Die Heimat ist Jamaika.
- Eugenia sagraea O.Berg: Die Heimat ist Kuba.
- Eugenia salacioides G.Lawson ex Hutch. & Dalziel
- Eugenia salamensis Donn.Sm.: Sie kommt von Guatemala über El Salvador und Nicaragua bis Costa Rica vor.
- Eugenia salomonica G.T.White
- Eugenia samanensis Alain: Sie kommt auf der Insel Hispaniola nur in der Dominikanischen Republik vor.
- Eugenia samuelssonii Ekman & Urb.: Die Heimat ist Kuba.
- Eugenia sancarlosensis Barrie: Sie kommt in Costa Rica und Nicaragua vor.
- Eugenia sanjuanensis P.E.Sánchez: Sie kommt von Nicaragua bis Panama vor.
- Eugenia santensis Kiaersk.
- Eugenia sarapiquensis P.E.Sánchez: Die Heimat ist Costa Rica.
- Eugenia sarasinii Guillaumin
- Eugenia sargentii Merr.
- Eugenia sasoana Standl. & Steyerm.: Sie kommt in Guatemala und Honduras vor.
- Eugenia sauvallei Krug & Urb.: Die Heimat ist Kuba.
- Eugenia savannarum Standl. & Steyerm.: Sie kommt vom mexikanischen Bundesstaat Chiapas bis Guatemala und Belize vor.
- Eugenia saviifolia Alain: Die Heimat ist Puerto Rico.
- Eugenia scalariformis McVaugh
- Eugenia scaphephylla C.Wright: Die Heimat ist Kuba.
- Eugenia schadrackiana D.Legrand
- Eugenia schatzii J.S.Mill.
- Eugenia scheffleri Engl. & Brehmer: Die Heimat ist Tansania.
- Eugenia schottiana O.Berg
- Eugenia schulziana Urb.: Die Heimat ist Jamaika.
- Eugenia schunkei McVaugh
- Eugenia sclerocalyx D.Legrand
- Eugenia scottii H.Perrier
- Eugenia sebastiani Urb.: Die Heimat ist Kuba.
- Eugenia seithurensis Gopalan & S.R.Sriniv.
- Eugenia selloi B.D.Jacks.: Sie ist in Brasilien verbreitet.
- Eugenia selvana Barrie: Die Heimat ist Costa Rica.
- Eugenia serrasuela Krug & Urb.: Die Heimat ist Puerto Rico.
- Eugenia serrei Urb.: Die Heimat ist Kuba.
- Eugenia sessiliflora Vahl
- Eugenia sessilifolia DC.: Sie kommt auf den Jungferninseln  vor.
- Eugenia shaferi Urb.: Die Heimat ist Kuba.
- Eugenia shettyana Murugan & Gopalan
- Eugenia shimishito Barrie: Die Heimat ist El Salvador.
- Eugenia shookii Lundell: Die Heimat ist Guatemala.
- Eugenia sieberi J.Guého & A.J.Scott
- Eugenia siggersii Standl.: Die Heimat ist Costa Rica.
- Eugenia sigillata McVaugh: Die Heimat ist Guyana.
- Eugenia sihanakensis H.Perrier
- Eugenia siltepecana Lundell: Sie kommt im mexikanischen Bundesstaat Chiapas vor.
- Eugenia simiarum Standl. & Steyerm.
- Eugenia sinaloae Standl.
- Eugenia singampattiana Bedd.
- Eugenia sloanei Urb.
- Eugenia sobralii Mattos
- Eugenia solimoensis O.Berg
- Eugenia sonderiana O.Berg
- Eugenia sooiana Borhidi: Die Heimat ist Kuba.
- Eugenia sotoesparzae P.E.Sánchez
- Eugenia sparsa S.Moore
- Eugenia speciosa Cambess.: Sie ist in Brasilien verbreitet.
- Eugenia sphenoides O.Berg
- Eugenia splendens O.Berg
- Eugenia sprengelii DC.: Sie ist in Brasilien verbreitet.
- Eugenia spruceana O.Berg
- Eugenia squamiflora Mattos
- Eugenia sripadaense Kosterm.
- Eugenia stahlii (Kiaersk.) Krug & Urb.: Die Heimat ist Puerto Rico.
- Eugenia standleyi McVaugh: Sie kommt im mexikanischen Bundesstaat Chiapas vor.
- Eugenia staudtii Engl. & Brehmer: Die Heimat ist Kamerun.
- Eugenia stenoptera Urb.: Die Heimat ist Kuba.
- Eugenia stenosepala Kiaersk.
- Eugenia stenosepaloides Mattos
- Eugenia stenoxipha Urb.: Die Heimat ist Kuba.
- Eugenia stephanii O.Berg
- Eugenia stephanophylla Baker f.
- Eugenia stereophylla Urb.: Die Heimat ist Kuba.
- Eugenia stewardsonii Britton: Die Heimat ist Puerto Rico.
- Eugenia stictopetala DC.: Sie ist von Zentral- bis Südamerika verbreitet und kommt auf den Kleinen Antillen vor.
- Eugenia stigmatosa DC.

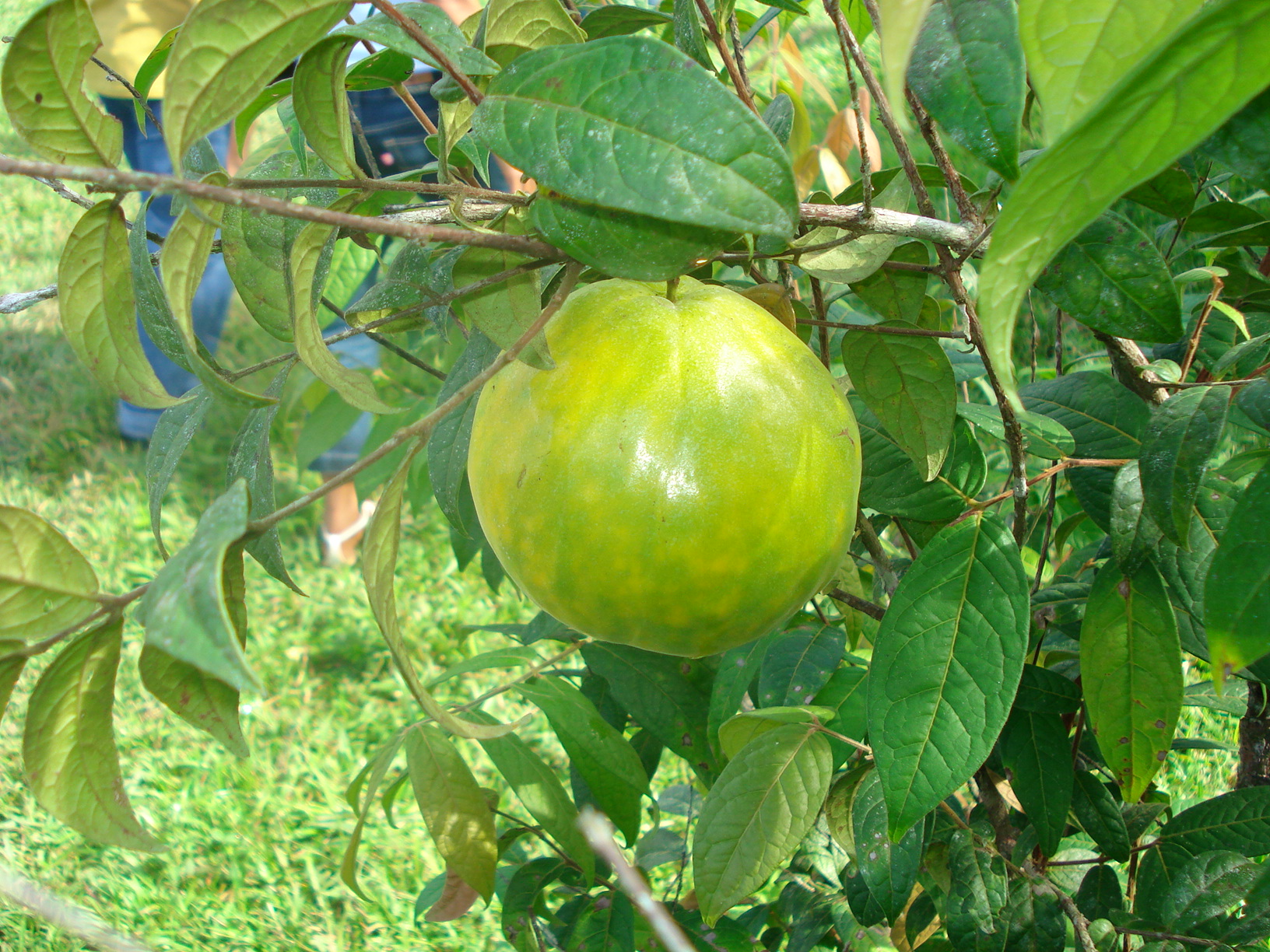
Zweig mit Frucht und Laubblättern von Eugenia stipitata

- Amazonas-Guave (Eugenia stipitata McVaugh), auch „Arazá“ genannt. Sie ist von Kolumbien, Ecuador, Peru über Bolivien bis ins nördliche Brasilien verbreitet.[14]
- Eugenia strellensis O.Berg
- Eugenia stricta Pancher ex Brongn. & Gris
- Eugenia strictissima Govaerts
- Eugenia strigipes O.Berg
- Eugenia sturrockii R.A.Howard: Die Heimat ist Kuba.
- Eugenia stylaris McVaugh
- Eugenia subamplexicaulis DC.
- Eugenia subavenia O.Berg
- Eugenia subcordata Wight & Arn.
- Eugenia subdisticha Urb.: Die Heimat ist Kuba.
- Eugenia suberosa Cambess.
- Eugenia subherbacea A.Chev.: Sie ist im tropischen Afrika verbreitet.
- Eugenia subreticulata Glaz.
- Eugenia subspinulosa Borhidi & O.Muñiz: Die Heimat ist Kuba.
- Eugenia subterminalis DC.
- Eugenia subundulata Kiaersk.
- Eugenia sulcata Spring ex Mart.: Sie ist in Brasilien verbreitet.
- Eugenia sulcivenia Krug & Urb.: Die Heimat ist Jamaika.
- Eugenia sumbensis Greves: Sie kommt im tropischen Afrika vor.
- Eugenia supraaxillaris Spreng.: Sie ist in Brasilien verbreitet.
- Eugenia symphoricarpos McVaugh
- Eugenia tachirensis Steyerm.
- Eugenia tafelbergica Amshoff
- Eugenia talbotii Keay: Sie kommt im tropischen Afrika vor.
- Eugenia tamaensis Steyerm.
- Eugenia tanaensis Verdc.: Sie kommt im tropischen Afrika (Kenia, Tansania) vor.
- Eugenia tapirorum Standl.: Die Heimat ist Honduras.
- Eugenia teapensis McVaugh
- Eugenia tenuimarginata McVaugh
- Eugenia tenuipedunculata Kiaersk.
- Eugenia tenuissima Lundell
- Eugenia tepuiensis Steyerm.: Sie kommt in den mexikanischen Bundesstaaten Chiapas und Tabasco vor.
- Eugenia teresae J.F.Morales
- Eugenia ternatifolia Cambess.
- Eugenia terpnophylla Thwaites
- Eugenia tetramera (McVaugh) M.L.Kawas. & B.K.Holst
- Eugenia tetrasticha Poepp. ex O.Berg
- Eugenia theodorae Kiaersk.
- Eugenia thikaensis Verdc.: Die Heimat ist Kenia.
- Eugenia thollonii Amshoff: Sie kommt im tropischen Afrika (Gabun, Kongo) vor.
- Eugenia thomasiana O.Berg
- Eugenia thompsonii Merr.: Sie kommt auf den Marianen vor.
- Eugenia thouvenotiana H.Perrier
- Eugenia tikalana Lundell: Sie kommt von Mexiko über Guatemala und Belize bis Honduras vor.
- Eugenia tilarana Barrie: Die Heimat ist Costa Rica.
- Eugenia tinguyensis Cambess.
- Eugenia tinifolia Lam.
- Eugenia tisserantii Aubrév. & Pellegr.: Sie ist im tropischen Afrika verbreitet.
- Eugenia toaensis Borhidi & O.Muñiz
- Eugenia togoensis Engl.: Die Heimat ist Togo.
- Eugenia toledinensis Lundell: Sie kommt im Grenzgebiet von Belize und Guatemala vor.
- Eugenia tomasina Urb.: Die Heimat ist Kuba.
- Eugenia tonii Lundell
- Eugenia toxanatolica Verdc.: Sie ist im tropischen Afrika verbreitet.
- Eugenia trahyra Barb.Rodr.
- Eugenia triflora (Jacq.) Ham.
- Eugenia trikii Lundell: Die Heimat ist Guatemala.
- Eugenia trinervia Vahl: Sie kommt auf den Kleinen Antillen und in Südamerika vor.
- Eugenia trinitatis DC.: Sie kommt auf den Kleinen Antillen vor.
- Eugenia tropophylla H.Perrier
- Eugenia truncata O.Berg: Sie kommt in Costa Rica und Panama vor.
- Eugenia trunciflora (Schltdl. & Cham.) G.Don
- Eugenia tuberculata (Kunth) DC.: Die Heimat ist Kuba.
- Eugenia tulanan Merr.
- Eugenia tumulescens McVaugh
- Eugenia tungo Hiern
- Eugenia turneri McVaugh
- Eugenia ulei (Diels) McVaugh
- Eugenia uliginosa Lundell: Sie kommt im mexikanischen Bundesstaat Chiapas vor.
- Eugenia umbelliflora O.Berg
- Eugenia umbonata McVaugh
- Eugenia umbrosa O.Berg
- Eugenia umtamvunensis A.E.van Wyk: Sie kommt im südlichen Afrika vor.
- Eugenia underwoodii Britton: Sie kommt auf den Jungferninseln vor.
- Eugenia undulata Aubl.

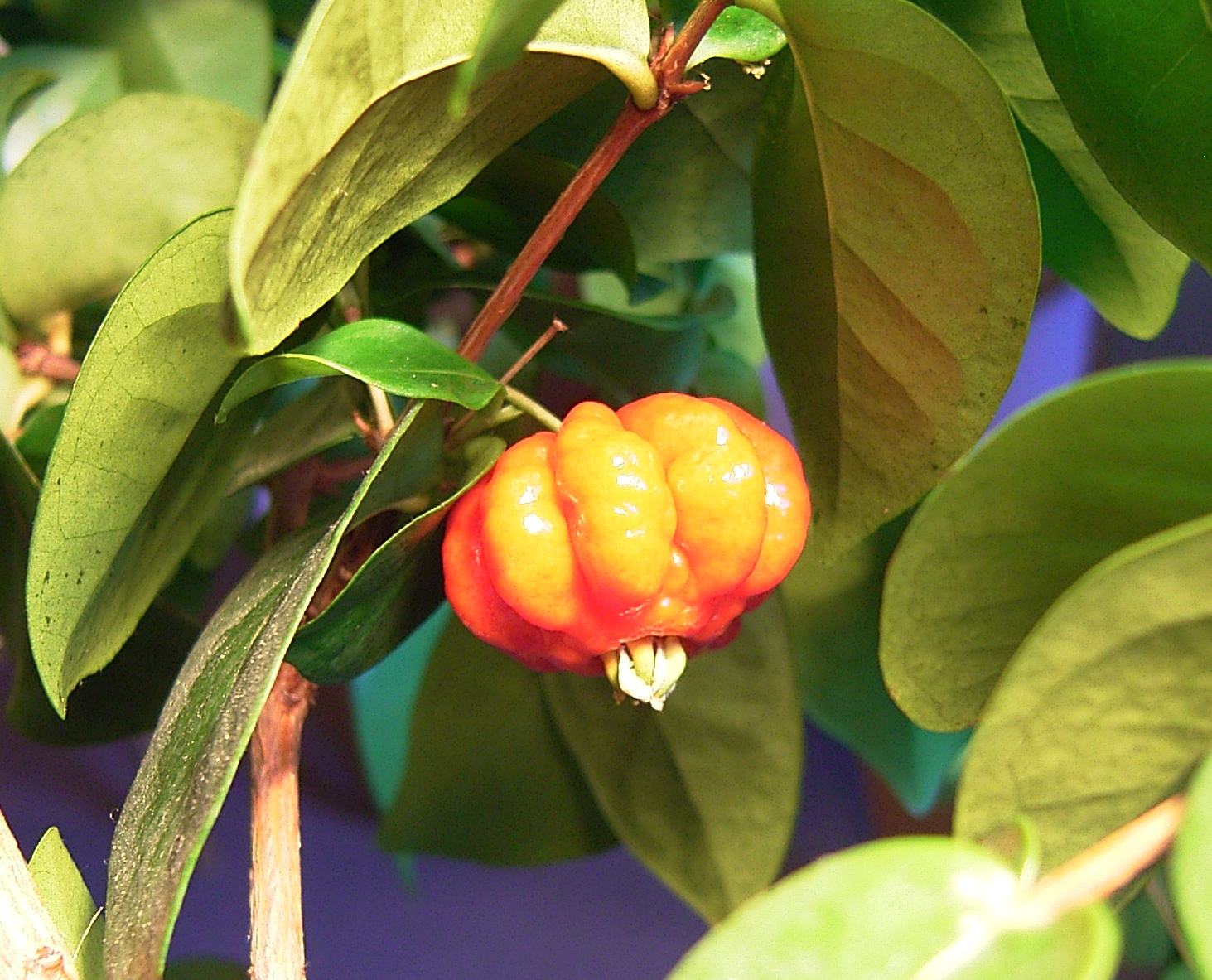
Reife Frucht der Surinamkirsche Eugenia uniflora

- Surinamkirsche (Eugenia uniflora L.), auch „Pitanga“ genannt.
- Eugenia uninervia Rusby
- Eugenia urschiana H.Perrier
- Eugenia ursina Lundell: Sie kommt in Guatemala vor.
- Eugenia uruguayensis Cambess.
- Eugenia uxpanapensis P.E.Sánchez & L.M.Ortega
- Eugenia vacana Lundell: Die Heimat ist Belize.
- Eugenia valvata McVaugh
- Eugenia vanderveldei Urb. & Ekman: Sie kommt auf der Insel Hispaniola nur in Haiti vor.
- Eugenia varia Britton & P.Wilson: Die Heimat ist Kuba.
- Eugenia variabilis Baill.
- Eugenia variareolata McVaugh
- Eugenia vatomandrensis H.Perrier
- Eugenia vaughanii J.Guého & A.J.Scott
- Eugenia venezuelensis O.Berg: Sie kommt in Zentralamerika und Venezuela vor.
- Eugenia verapazensis Lundell: Sie kommt vom mexikanischen Bundesstaat Chiapas bis Guatemala vor.
- Eugenia verdoorniae A.E.van Wyk: Sie kommt im südlichen Afrika vor.
- Eugenia vernicosa O.Berg
- Eugenia verruculata Barrie: Die Heimat ist Costa Rica.
- Eugenia versicolor McVaugh
- Eugenia verticillaris O.Berg
- Eugenia verticillata (Vell.) Angely
- Eugenia vesca Lundell: Die Heimat ist Guatemala.
- Eugenia vetula DC.
- Südamerikanische Apfelkirsche (Eugenia victoriana) Cuatrec., auch „Guayabilla“ genannt.
- Eugenia victorinii Alain: Die Heimat ist Kuba.
- Eugenia vigiensis Urb.: Sie kommt auf der Insel Hispaniola nur in Haiti vor.
- Eugenia viguieriana H.Perrier
- Eugenia vilersii H.Perrier
- Eugenia villae-novae Kiaersk.
- Eugenia violascens O.Berg
- Eugenia viridiflora Cambess.
- Eugenia viridis (Vell.) O.Berg
- Eugenia virotii Guillaumin
- Eugenia warmingiana Kiaersk.
- Eugenia websteri Proctor: Die Heimat ist Jamaika.
- Eugenia wentii Amshoff
- Eugenia whytei Sprague: Sie ist im tropischen Afrika verbreitet.
- Eugenia widgrenii Sond. ex O.Berg
- Eugenia williamsiana N.Snow
- Eugenia wilsonella Fawc. & Rendle: Die Heimat ist Jamaika.
- Eugenia winzerlingii Standl.: Sie kommt vom mexikanischen Bundesstaat Tabasco bis Guatemala und Belize vor.

- Eugenia woodburyana Alain: Die Heimat ist Puerto Rico.
- Eugenia woodfrediana Urb.: Die Heimat ist Kuba.
- Eugenia woodii Dummer: Sie kommt in Südafrika und Simbabwe vor.
- Eugenia wullschlaegeliana Amshoff
- Eugenia xalapensis (Kunth) DC.: Die Heimat ist Mexiko, Belize und Honduras.[14]
- Eugenia xanthoxyloides Cambess.: Die Heimat ist der Bundesstaat Rio de Janeiro in Brasilien.[14]
- Eugenia xilitlensis McVaugh: Die Heimat ist das nordöstliche Mexiko.[14]
- Eugenia xiriricana Mattos: Sie ist in Brasilien verbreitet.[14]
- Eugenia xystophylla O.Berg: Die Heimat ist Kuba.
- Eugenia yangambensis Amshoff: Sie kommt in der Demokratischen Republik Kongo vor.
- Eugenia yasuniana B.Holst & M.L.Kawas.: Sie ist in Ecuador verbreitet.[14]
- Eugenia yatuae (McVaugh) B.Holst: Sie ist vom südlichen Venezuela bis ins nördliche Brasilien verbreitet.[14]
- Eugenia yautepecana Lundell: Die Heimat ist Mexiko.[14]
- Eugenia yumana Alain: Sie kommt auf der Insel Hispaniola nur in der Dominikanischen Republik vor.
- Eugenia yunckeri Standl.: Die Heimat ist Honduras.
- Eugenia zelayensis P.E.Sánchez: Die Heimat ist Nicaragua.
- Eugenia zuccarinii O.Berg: Die Heimat ist der Bundesstaat Rio de Janeiro in Brasilien.[14]
- Eugenia zuchowskiae Barrie: Die Heimat ist Costa Rica.
- Eugenia zuluensis Dummer: Sie kommt im südlichen Afrika vor.
- Eugenia zygophylla Govaerts: Die Heimat ist das nördliche und nordöstliche Madagaskar.[14]

## Nutzung
Unter den Kirschmyrten gibt es Arten, die Früchte hervorbringen, welche dem Stein- und Kernobst sowohl optisch als auch teilweise geschmacklich erstaunlich ähneln; dabei handelt es sich um eine andere „Pflanzenfamilie“ aus ganz anderen Klimazonen.